# Radio au Québec
La radio arrive au Québec au début du XXe siècle. Montréal fait figure de pionnier puisque c’est cette ville que choisit l’inventeur italien Guglielmo Marconi pour y installer une filiale de sa compagnie puis une station. Si la Première Guerre mondiale vient ralentir le développement de cette nouvelle technologie au Québec, les années 1920 sont déterminantes. CKAC, première station francophone au Québec, est ainsi fondée en 1922. Afin de contrer l’américanisation des ondes, la Commission Aird recommande une prise en charge de la radiodiffusion par le gouvernement fédéral. Cela donnera naissance à la Commission canadienne de la radiodiffusion en 1932 puis à Radio-Canada en 1936.
Les récepteurs se font rapidement une place dans les foyers québécois à partir des années 1930. La radio devient un lieu d’information majeur et un passage obligé tant pour les politiciens, les vedettes de la chanson, que pour les religieux. Par ses émissions originales, la radio francophone commerciale et étatique devient un vecteur important de la littérature, de la musique classique et populaire et du théâtre québécois.

## Contexte
À Paris en 1890, le professeur de la Sorbonne, Édouard Branly, invente le radioconducteur. Le professeur établit plusieurs liens avec des Canadiens français, dont les physiciens J.-Clovis Kemner Laflamme (Université Laval), Charles-Philippe Choquette (Saint-Hyacinthe), Louis-Joseph Morin (Joliette) et Georges Désilets (Séminaire de Nicolet). Ceux-ci contribuent à la recherche et au développement de la nouvelle technologie au Québec. Trefflé Berthiaume, directeur de La Presse, se montre rapidement intéressé, notamment après avoir vu Branly faire des démonstrations de son invention à l’Exposition universelle de Paris de 1900.

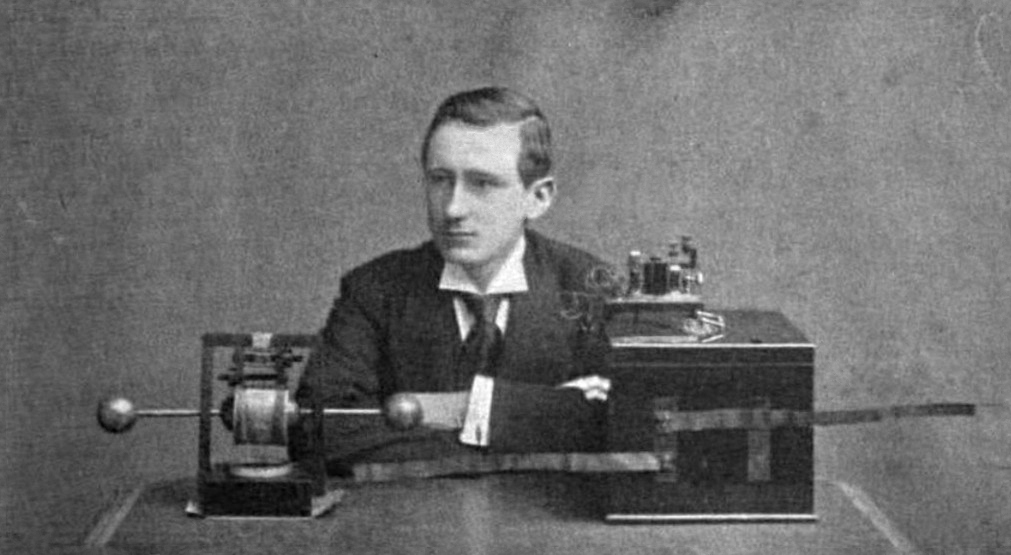
Guglielmo Marconi assure la première liaison transatlantique de TSF entre Terre-Neuve et l’Angleterre en 1901.

De son côté, Guglielmo Marconi assure la première liaison transatlantique de télégraphie sans fil (TSF) entre Terre-Neuve et l’Angleterre en 1901. Le physicien italien Marconi conclut ensuite rapidement une entente avec le gouvernement fédéral canadien pour installer une filiale de sa compagnie, Marconi Wireless Company of Canada.
La Presse suit de près les innovations et les événements entourant la radiodiffusion. En décembre 1901, le journal montréalais consacre une pleine page en une à la liaison transatlantique réalisée par Marconi, qualifié « d’homme du siècle ». En 1904, Trefflé Berthiaume va plus loin et dote La Presse d’un puissant système de TSF. Il fait même construire une antenne et un laboratoire au Séminaire de Joliette.
Avant le début de la Première Guerre mondiale, le gouvernement de Wilfrid Laurier adopte une loi – Loi sur la télégraphie sans fil – concernant le partage des ondes, la réglementation et l’émission de permis (1905); Reginald Aubrey Fessenden parvient à transmettre la voix et de la musique par TSF en mer (1906); Marconi Wireless Company met sur pied un atelier de fabrication sur la rue De Lorimier à Montréal (1909) ; le gouvernement fédéral adopte la Loi sur la radiotélégraphie (1913).

## Historique

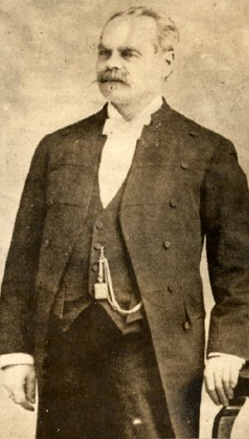
Trefflé Berthiaume dote La Presse d'un système de TSF en 1904.

### La naissance de la radio au Québec
Le retour à la paix marque l’avènement de la radiodiffusion commerciale, confinée jusque-là au secteur militaire. La radio peut enfin entrer dans la vie civile. Les expérimentations de TSF reprennent un peu partout au Québec, principalement dans les collèges et les écoles. Pour sa part, la Canadian Marconi Company est en plein développement à partir de son usine située sur la rue William à Montréal. En 1919, la Marconi Wireless Telegraph Company lance sa station XWA et commence à diffuser des informations en morse par TSF pour les navires se trouvant au port. L’année suivante, elle établit sa station expérimentale sur une base commerciale (CFCF). Puis, en 1921 la compagnie fait la publicité de ses récepteurs.
Deux ans plus tard, la radiodiffusion commerciale est enfin permise par le fédéral. En avril 1922, le ministère de la Marine et des Pêcheries attribue ainsi neuf licences au Québec : CKAC (La Presse), CFCF (Marconi), CJBC (Dupuis Frères), CHYC (Northern Electric), CFZC (Canadian Westinghouse), CHCX (B. L. Silver), CKCS (Bell Telephone), CFUC (Université de Montréal) et CFCJ (L’Événement journal). À la fin des années 1920, le Québec compte déjà 9 stations (4 à Montréal, 4 à Québec et 1 à Saint-Hyacinthe).

### Une première station francophone: CKAC

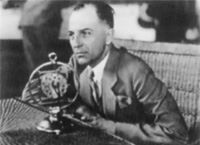
Jacques-Narcisse Cartier est le premier directeur de CKAC.

Après avoir obtenu sa licence, la première station francophone privée est fondée par La Presse à Montréal. CKAC entre en ondes le 3 mai 1922. Le journal est enthousiaste : « le radiotéléphone, cet instrument merveilleux, au moyen duquel il est désormais possible de communiquer, avec la rapidité de l’éclair ».

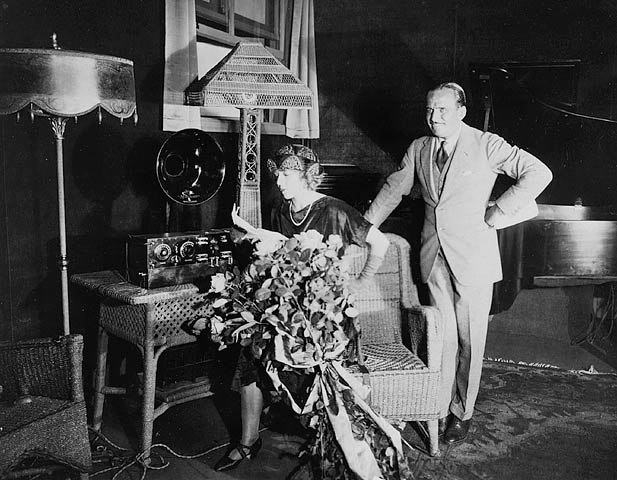
Les vedettes hollywoodiennes Mary Pickford et Douglas Fairbanks sont de passage à CKAC en 1922.

Jacques-Narcisse Cartier est nommé directeur de la station en juin 1922. Dès l’automne, CKAC multiplie les concerts spéciaux notamment avec l’organiste de Notre-Dame de Paris, Marcel Dupré. Le 2 octobre, la nouvelle station marque un grand coup en recevant en entrevue les vedettes d'Hollywood Mary Pickford et Douglas Fairbanks, de passage à Montréal.
La programmation de CKAC est d'abord centrée sur les nouvelles, les concerts, le théâtre et les causeries. Dès 1923, la station présente des émissions de musique française contemporaine, une première pièce de théâtre, Félix Poutré de Louis Fréchette, ainsi qu'une première œuvre de théâtre lyrique, Les cloches de Corneville.
Parmi les causeries offertes figurent celles de Camille Bernard et de Mme Jean-Louis Audet, qui ont une école de diction, ainsi que celles d'Idola Saint-Jean sur le droit de vote des femmes.
En 1924, les premières émissions commanditées débutent à la radio commerciale. La Brasserie Frontenac commandite ainsi toute une série de concerts populaires.
En 1925, le directeur de CKAC présente un mémoire sur le rôle de la radio à un comité parlementaire à la Chambre des communes à Ottawa. À son avis : « la radio est toujours à la disposition des autorités municipales, provinciales ou fédérales qui peuvent communiquer ainsi au peuple des informations de première main et de nature à l’instruire ou à l’intéresser ».
Toujours en 1925, CKAC présente une émission qui met en vedette le pianiste Émiliano Renaud. Puis, le 29 octobre, la station diffuse, à partir du Manège militaire à Montréal, les résultats de l'élection fédérale pour tout l’est du Canada, une première. Une autre innovation notable : en décembre, CKAC diffuse des parties opposant le Canadien de Montréal aux Bruins à partir de Boston.
La station multiplie les lieux d’enregistrement, notamment dans les hôtels comme le Mont-Royal, le Windsor ou encore le Ritz-Carlton, où les gens peuvent aller écouter un orchestre. Ce sont même les magasins Eaton et Morgan, le parc La Fontaine et les cinémas Capitol et Palace qui deviennent des lieux d'enregistrement réguliers à partir de 1927-1928.

En 1927, Jacques-Narcisse Cartier quitte CKAC. Son adjoint Joseph-Arthur Dupont le remplace. Comme il est publiciste, il fait définitivement prendre un virage commercial à la station afin d'assurer une source de revenus stables. Il va chercher la commandite de plusieurs compagnies parmi lesquelles les maisons Archambault, Chiclet & Dentyne, Dominion Battery, Donat Langelier, Holt Renfrew, Living Room Furniture, Tavanas Montres et Tip Top Tailor pour ne nommer que celles-là. 

Le logo de CKAC en 1931.

Les politiciens ne tardent pas à voir le potentiel de la radio pour rejoindre leurs électeurs. C'est Camillien Houde qui est le premier à se servir de la radio et à faire entendre « sa voix chaude » sur les ondes. En avril 1928, CKAC présente ses discours lors de la campagne pour la mairie de Montréal. Il répète l'expérience lors des élections provinciales qui ont lieu à l’automne. Dans les deux cas, Houde est élu avec une forte majorité. Il semble que la radio a eu un effet sur les résultats.
À partir de 1928-1929, les troisièmes parties des matchs disputés par le Canadien au Forum de Montréal commencent à être diffusées à CKAC. Cela marque le début d'une longue tradition.
Enfin, le 21 septembre 1929, CKAC signe une entente importante avec la Columbia Broadcasting System (CBS), ce géant américain qui possède aussi une compagnie de disques et qui assure la gérance d’artistes. Il y a beaucoup de musique sur les ondes de la station. La prestation d'artistes en studio a alors la préférence sur la diffusion de disques. Pendant cette première décennie, peu de pièces ou d’artistes québécois sont toutefois entendus sur les ondes de CKAC. La faveur va nettement au répertoire américain. Il faut attendre la fin de la décennie pour voir percer des artistes québécois comme Mary Travers (La Bolduc), qui réalise une première prestation à CKAC à l’occasion du concert du jour de l’An, le 30 décembre 1929.

### Autres stations fondées dans les années 1920
En 1924, Henry Thornton, président du Canadien National, fait équiper ses trains d'émetteurs radio pour ses passagers. Il fait également ériger 3 stations pour les desservir à Montréal, Ottawa et Moncton. À Québec, CKCI, appartenant au journal Le Soleil, ouvre en 1924. Elle est suivie en 1926 de CKCV, dirigée par G.-A. Vandry, représentant de la Canadian Marconi Company à Québec. Elle était située sur la rue Saint-Joseph. En 1926, la ville voit une nouvelle station apparaître, CHRC, propriété d’Émile Fontaine, un ancien technicien TSF dans la marine, et de Joseph-Narcisse Thivierge. Sise dans l’hôtel Victoria situé sur la rue Saint-Jean, la station appartient à des intérêts conservateurs. L’historien Robert Rumilly affirme que la politique n’était pas très loin de ces deux stations : « l’un à un bleu, l’autre à un rouge, et diffusent, l’un les discours des bleus, l’autre les discours des rouges ».

### La Commission royale d’enquête sur la radiodiffusion
Le 6 décembre 1928, le gouvernement de William Lyon Mackenzie King, préoccupé par l’omniprésence américaine dans les récepteurs des foyers canadiens, met sur pied la Commission royale sur la radiodiffusion, appelée commission Aird du nom de son président John Aird, de la Banque canadienne de commerce. Il est secondé par les commissaires Charles A. Bowman, rédacteur en chef du Ottawa Citizen, et Augustin Frigon, ingénieur et directeur de l’École polytechnique de Montréal. Donald Manson, inspecteur en chef de la radio au ministère de la Marine et des Pêcheries, agit à titre de secrétaire.

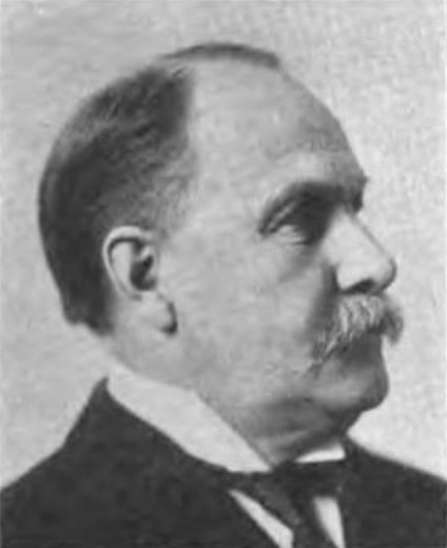
John Aird préside la Commission royale sur la radiodiffusion de 1928.

La commission avait pour mandat de « de s’enquérir de l’état actuel de la radiodiffusion au Canada, et d’examiner les différentes méthodes que l’on a adoptées dans d’autres pays. Le but de l’enquête était de se rendre compte de la façon dont, au Canada, la radiodiffusion pourrait être efficacement exploitée dans l’intérêt des auditeurs canadiens et dans l’intérêt national du Canada. » Les commissaires se rendent à l’étranger visiter les installations radiophoniques. Ce qu’ils voient à la British Broadcasting Corporation (BBC) les inspirent fortement.

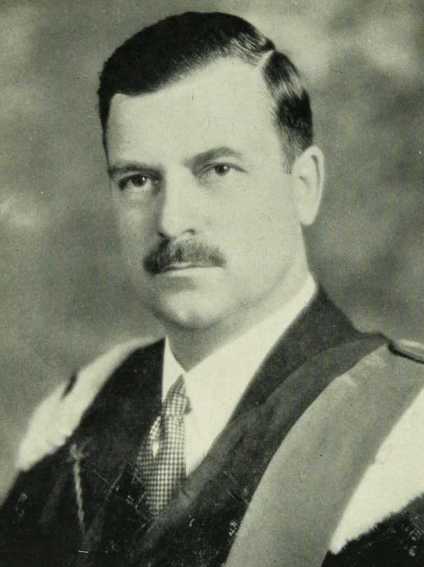
Augustin Frigon siège à la Commission royale sur la radiodiffusion.

Elle dépose son rapport le 11 septembre 1929. La commission suggère de faire reposer la radiodiffusion « sur les bases d’un service public » bilingue. Le réseau, de propriété fédérale, devrait aborder l’éducation « dans son sens le plus large, non seulement telle que comprise dans les écoles et les collèges, mais aussi en tant que source de distraction et d’information à l’usage du public sur des questions d’intérêt national. » Le rapport considère que le gouvernement du Québec peut quant à lui contrôler le contenu, puisque des domaines comme l’éducation et la culture sont des compétences provinciales.

### Une première loi québécoise pour la radiodiffusion
Face aux démarches du fédéral, à Québec, le gouvernement libéral de Louis-Alexandre Taschereau n’a pas l’intention de lui laisser le champ libre dans cette juridiction qu’il considère faire partie des pouvoirs des provinces en matière d’éducation. Il adopte ainsi la Loi sur la radiodiffusion en 1929 pour établir un poste de radio.

Le 10 janvier à l’Assemblée législative, le premier ministre Taschereau affirme :
« Le radio […] est devenu aujourd’hui le grand instrument de communication. […] Nous avons pensé à avoir un poste émetteur où nos bons hommes – pas nos hommes politiques – pourront dire des choses intéressantes à notre population, la renseigner sur bien des sujets […]. Si le gouvernement de Québec avait son poste émetteur, nos esprits dirigeants et nos éducateurs pourraient, à des jours et à des heures fixes, parler à nos familles groupées autour du foyer. Que n’y aurait-il pas à leur dire sur l’hygiène, les soins à donner aux enfants, les meilleures méthodes d’agriculture, l’instruction, la protection de la forêt, la voirie, l’industrie laitière et avicole […] ». 
De plus, comme il croit que la radio américaine, qui s'infiltre en masse dans les foyers québécois, menace les traditions et les valeurs, Taschereau souhaite créer un programme qui favoriserait la « formation d’un esprit national, canadien et québécois ». Par ailleurs, le premier ministre désire que la future station provinciale diffuse des programmes « agréables et instructifs ». Le ministre Honoré Mercier fils présente en ce sens un projet de loi qui autorise le gouvernement à établir une station et à produire des émissions. Celui-ci est adopté le 20 mars 1929.

 

Henri Letondal anime L'Heure provinciale.

Le gouvernement du Québec loue du temps d’antenne à CKAC à partir de décembre 1929. L’Heure provinciale (1930-1939), dirigée par Édouard Montpetit et animée par Henri Letondal, présente des causeries sur toutes sortes de sujets d'intérêt public, notamment sur des questions agricoles, d'hygiène publique ou de sécurité routière. 

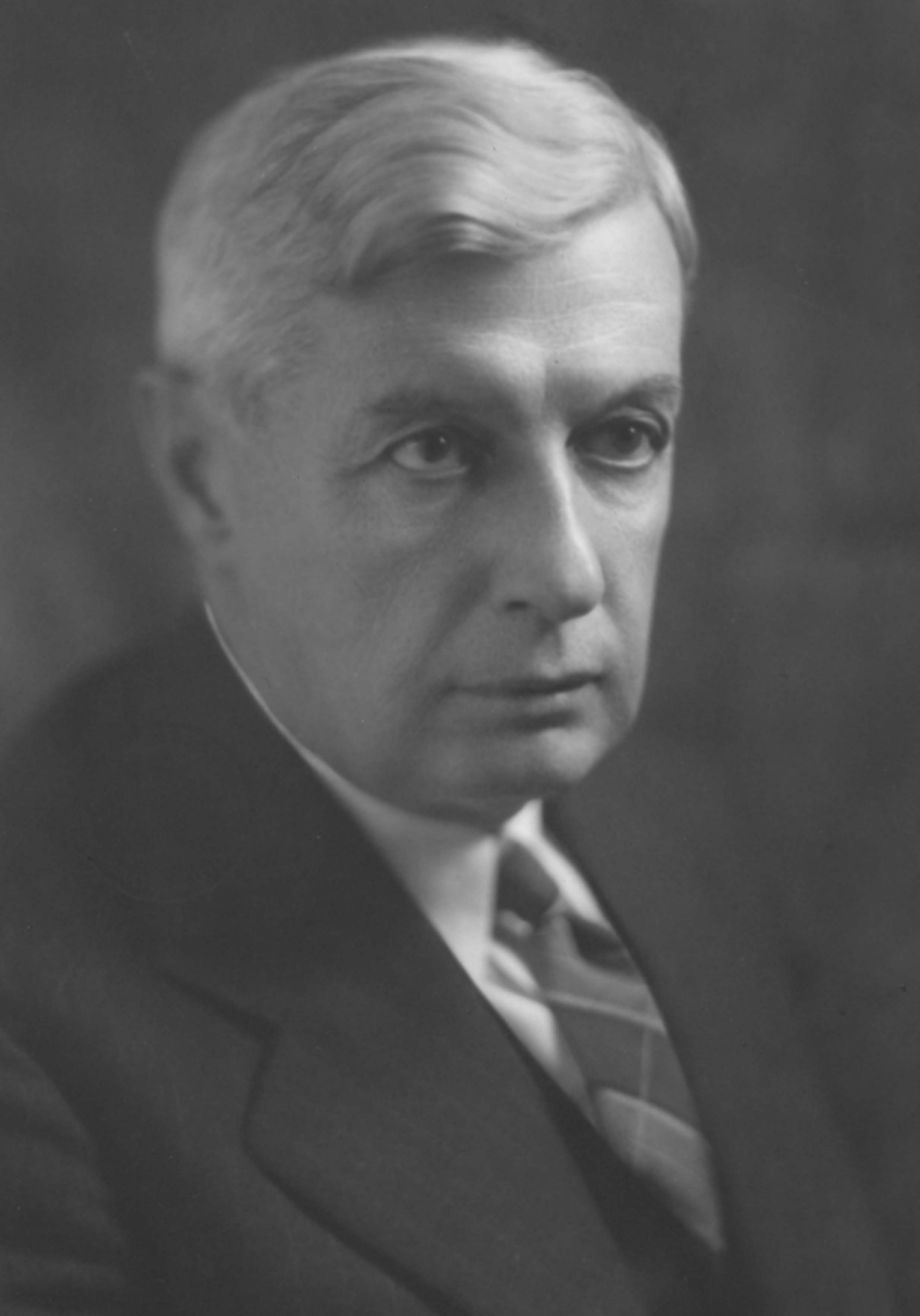
Édouard Montpetit assure la direction de l'émission L'Heure provinciale.

Une nouvelle loi est adoptée dès 1931 afin d’augmenter le budget de L’Heure provinciale. Le premier ministre Taschereau explique que : « Nous voulons garder le contrôle de la radio afin de donner une meilleure musique et qui sera conforme à notre population. Québec est jalouse de son autonomie et du respect de ses traditions; nous avons le droit de réglementer nos propres programmes et contrebalancer l’influence des programmes de jazz américains. » Cette année-là, L’Heure provinciale commence à être relayée à Québec par la station CHRC.
Comme les tribunaux confirment que la radiodiffusion est de compétence fédérale entre-temps, ces lois québécoises ne seront pas mises en pratique avant les années 1960 avec la fondation de Radio-Québec.

### Une pénétration rapide dans les foyers urbains
À l'époque, la radio vise surtout deux auditoires : les femmes et les automobilistes. De plus, lors du recensement canadien de 1931, 28 % des foyers québécois déclarent posséder un récepteur radio, dont 40% à Montréal, 51% à Verdun, 36 % à Québec et 32% à Trois-Rivières. La radio est alors un média essentiellement urbain puisque 37,5% des foyers situés en ville ont un récepteur contre seulement 8,4% dans ceux des régions rurales. En campagne, la lenteur de la pénétration de la radio s'explique surtout par un accès restreint à l'électricité.
Par ailleurs, face à la popularité croissante de la radio, Marcel Provost fonde en 1939 le magazine Radiomonde. Il y fait connaître les artistes et les vedettes de l'heure comme le ténor Lionel Parent.

### L'ouverture de stations
Dans les années 1930, de nouvelles stations voient le jour. La radio se déploie à l'extérieur des grands centres urbains. C’est le cas de CHNC (New Carlisle), CKCH (Hull), CHLP (Montréal, propriété de La Patrie), CRCS (CCR, Chicoutimi), le conseiller législatif Jacob Nicol ouvre CHLT (Sherbrooke, La Tribune) et CHLN (Trois-Rivières, Le Nouvelliste) tandis que l’organisateur libéral Jules-A. Brillant ouvre CJBR (Rimouski).

### Les années 1930 à CKAC
Depuis sa fondation, CKAC est contraint de partager les ondes avec CFCF et CNR (Montréal). La station ne diffuse ainsi que les mardis, jeudis et samedis, CFCF les lundis, mercredis et vendredis, et CNR, les jeudis soirs. En juin 1929, c'est la fin de cette situation complexe de partage puisque CKAC et CFCF disposent maintenant de leurs propres ondes. À l'automne, CKAC décuple sa puissance d'ondes grâce à un nouvel émetteur érigé à Saint-Hyacinthe. Elle rejoint désormais une grande partie du Québec et même la Nouvelle-Angleterre. Ceci en fait, selon Pierre Pagé, l'une des plus puissantes en Amérique du Nord. Elle en profite aussi pour quitter les locaux de La Presse, situés sur la rue Saint-Jacques, pour de nouveaux locaux dans l'édifice de la Banque de Commerce. 

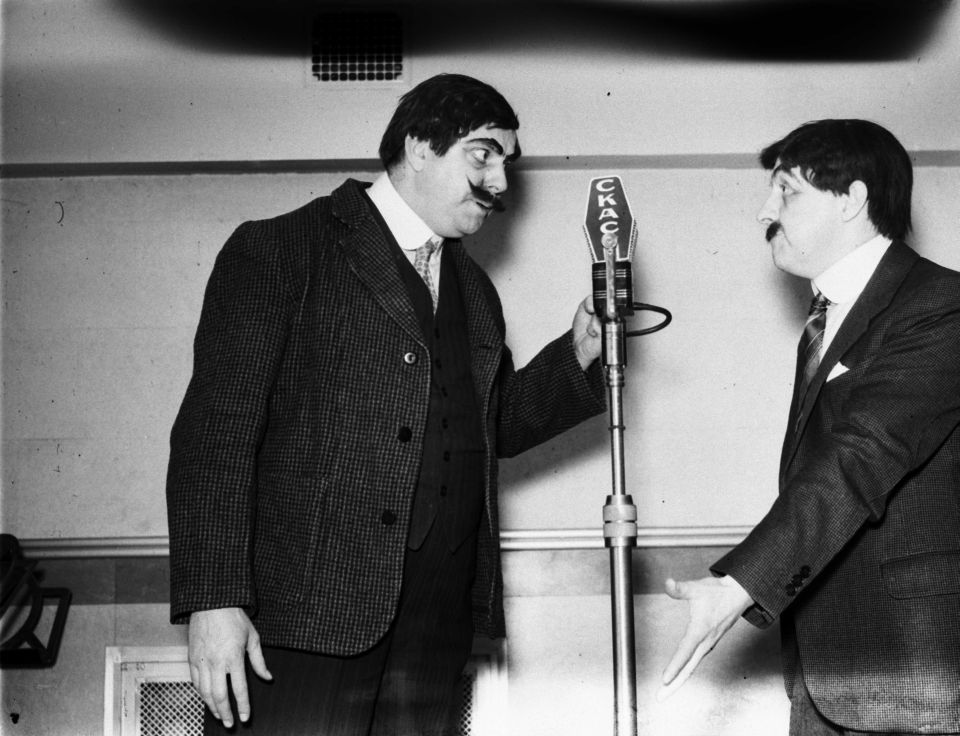
Nazaire et Barnabé est un feuilleton écrit par Ovila Légaré.

C'est donc forte de ces changements qu'elle entame la nouvelle décennie. En 1930, CKAC fonde son propre orchestre symphonique, dirigé par Edmond Trudel. En 1931, Robert Choquette entre à CKAC. Il propose, avec ses créations Au coin du feu et Le vieux raconteur en 1931-1932, un nouveau format : le radiothéâtre.
En 1933, CKAC conclut une nouvelle entente avec la CBS, ce qui fait en sorte que la station diffuse davantage d'émissions de style entertainment, des bulletins de nouvelles américains et des concerts de l'Orchestre philharmonique de New York. Pendant les années 1930, la musique américaine se fait entendre dans les foyers québécois.
Robert Choquette continue pour sa part d'innover avec le radioroman en feuilleton Le curé du village (1935-1938 et 1949-1955 à CBF). Généralement, un radioroman dure une quinzaine de minutes par jour. Le curé du village est rapidement suivi de nombreux autres dont Rue Principale (simultanément à CBF et CHRC, 1937-1959) d'Édouard Baudry, Paul Gury et René-O. Boivin et Les amours de Ti-Jos (simultanément à CBF, CKVL, 1938-1945, puis 1947-1948) d'Alfred Rousseau. André Audet propose le feuilleton pour enfants Madeleine et Pierre (1938-1947) puis Paul L’Anglais adapte un radioroman américain dans Ceux qu’on aime (CBF, CKVL, 1938-1958). Clin d’œil humoristique à Un homme et son péché, Ovila Légaré signe le feuilleton Nazaire et Barnabé (1939-1958), dont l'action se situe dans un village abitibien.

Le radiothéâtre connaît de belles heures d'antenne à CKAC par l'émission Le théâtre du Dr J.-O. Lambert (1933-1937) et surtout par Le Théâtre de chez nous (1938-1947). Henri Letondal en est l'auteur principal jusqu’en 1943. C'est par ailleurs dans le cadre de l'émission Le carrousel de la gaieté que Gratien Gélinas crée son personnage de Fridolin en 1937. 

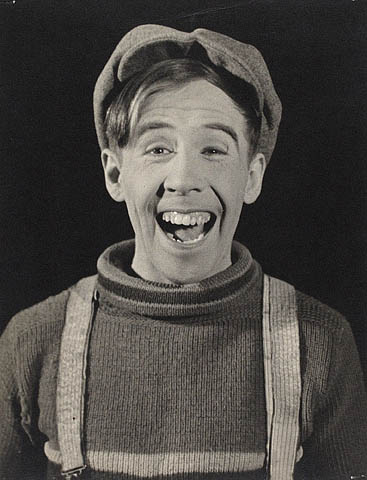
Gratien Gélinas crée le personnage de Fridolin pour Le carrousel de la gaieté à CKAC en 1937.

CKAC demeure à la fine pointe de l'actualité. « Le prince des annonceurs », Roger Baulu est la voix par excellence à l'époque. De plus, lorsque le R100 survole Montréal en 1930, l'ancien directeur de la station, Jacques-Narcisse Cartier se trouve à bord et envoie des reportages pour couvrir l'événement. Idola Saint-Jean, féministe et présidente de l'Alliance canadienne pour le droit de vote des femmes du Québec, traite de questions de l'heure à L’Actualité féminine à partir de 1933 (elle avait fait ses débuts à CHLP avec cette émission). En 1936, Ferdinand Biondi commence sa carrière à CKAC comme journaliste et commentateur. Deux ans plus tard, le 26 juin 1938, l'émission Les nouvelles de chez-nous débute. Diffusée en soirée, elle est animée par Albert Duquesne. Il s'agit du premier radiojournal au Québec.
En 1938, CKAC commence à diffuser L’heure catholique les dimanches soirs, une idée du jésuite Joseph-Papin Archambault. Ces causeries religieuses de 15 à 30 minutes portent sur des thèmes comme le sacerdoce, la charité, le divorce, l’infidélité et le blasphème. Elles étaient suivies de concerts d’œuvres religieuses dirigés par des maîtres de chapelle.

### La fondation de Radio-Canada

L'un des premiers logos de Radio-Canada.

Trois ans après le dépôt du rapport Aird et à la suite de l'avis du Comité judiciaire du Conseil privé qui reconnaît la radiodiffusion comme étant de compétence fédérale, le gouvernement décide d'aller de l'avant. En mai 1932, il adopte la Loi canadienne de la radiodiffusion et crée la Commission canadienne de radiodiffusion (CCR). Sa programmation doit mettre en valeur la culture canadienne. Elle acquiert les infrastructures développées par le CNR (Canadien National), qui servent de base à ses activités, et ouvre une première station bilingue - le CRCM - le 4 novembre 1933. En 1933, M. Dupont y impose une formule qui demeurera dans l'usage : « Ici Radio-Canada ».
Or, faute de financement adéquat, la CCR vivote. En 1936, la Loi canadienne de la radiodiffusion est modifiée. Le 2 novembre, le CCR est ainsi remplacé par la Corporation canadienne de la radiodiffusion (CBC) ou Société Radio-Canada (SRC).

En 1937, Augustin Frigon, ancien membre de la Commission Aird, est nommé directeur général adjoint alors que Joseph-Arthur Dupont est embauché comme directeur de la programmation française pour l’est du Canada. Cette fois, le développement de la société est bien engagé. Deux émetteurs, l'un au Québec et l'autre en Ontario, sont construits. À la fin de l'année, le 1er décembre 1937, CBC met sur pied un réseau français : Canadian Broadcasting French (CBF). Gérard Arthur hérite du service de l'information en plus de celui des transcriptions à partir de 1945, et Aurèle Séguin dirige celui de l’éducation.

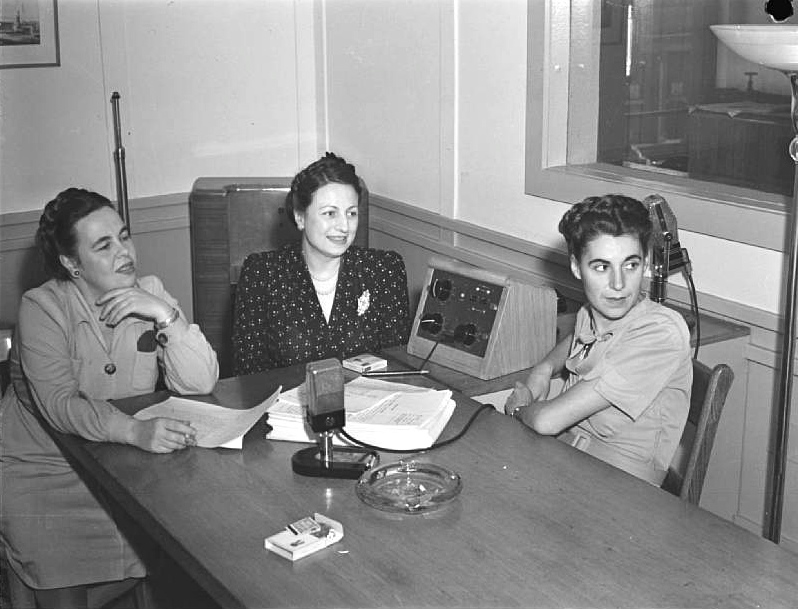
Marcelle Barthe entre à la radio de Radio-Canada en 1938.

Les femmes font rapidement leur entrée à la radio. La militante et féministe Thérèse Casgrain commence à animer Fémina le 27 septembre 1937. En 1938, Marcelle Barthe fait ses débuts à Radio-Canada. Rapidement, elle met à profit ses talents d'animatrice pour un événement d'envergure. Le roi George VI est en effet en visite officielle au Canada en 1939. La radio couvre l'événement. De nouveaux équipements sont utilisés à cette occasion. Radio-Canada a déployé une équipe de journalistes, dont Louis Francoeur et Marcelle Barthe, qui livrent de nombreux reportages.

#### Les premiers programmes: théâtre, musique et littérature
Le théâtre est omniprésent à Radio-Canada dès les débuts de la station. L'une des premières émissions, Radio-Théâtre (1937-1942), présente aux auditeurs de nombreuses pièces de répertoire. 

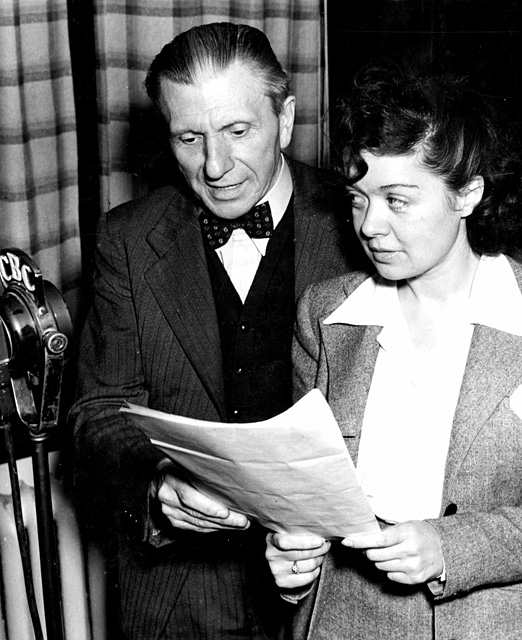
Le radioroman Un homme et son péché de Claude-Henri Grignon est diffusé à partir de 1939.

Robert Choquette signe quant à lui le premier radioroman de Radio-Canada, La Pension Velder (1938-1942). Il raconte l'histoire d'une veuve, Joséphine Velder (Jeanne Maubourg) et de ses deux enfants, Élise (Judith Jasmin) et Alexis (André Treich). La veuve Velder tient une pension à Montréal. Le radioroman sera repris plus tard pour la télévision.
En 1939 débute un autre radioroman à la longévité exceptionnelle. Claude-Henri Grignon est l'auteur d'Un homme et son péché. Hector Charland incarne le personnage de Séraphin Poudrier et Estelle Mauffette, celui de Donalda. Le radioroman prend fin en 1962 et sera lui aussi adapté à la télévision de Radio-Canada.
Henry Deyglun présente quant à lui Vie de famille (1939-1949, aussi à CKAC) alors que Jovette Bernier signe la série humoristique Quelles nouvelles (1939-1958, aussi à CKAC et CHLP).
La musique occupe également une large part de la programmation de CBF. Après Jean-Josaphat Gagnier, Jean-Marie Beaudet, un pianiste renommé, devient directeur général de la musique pour l'ensemble du réseau en 1938. La même année marque le début des émissions L’heure symphonique et Concerts du chalet. Les auditeurs peuvent aussi entendre en direct les concerts de l'Orchestre symphonique de Montréal et de celui de Toronto.
Radio-Canada offre des programmes éducatifs. À partir de 1939, Françoise Gaudet-Smet discute de sujets aussi variés que l'économie et la santé à l'émission Le réveil rural (1939-1968), animée par Georges Bouchard.

#### Radio-Collège

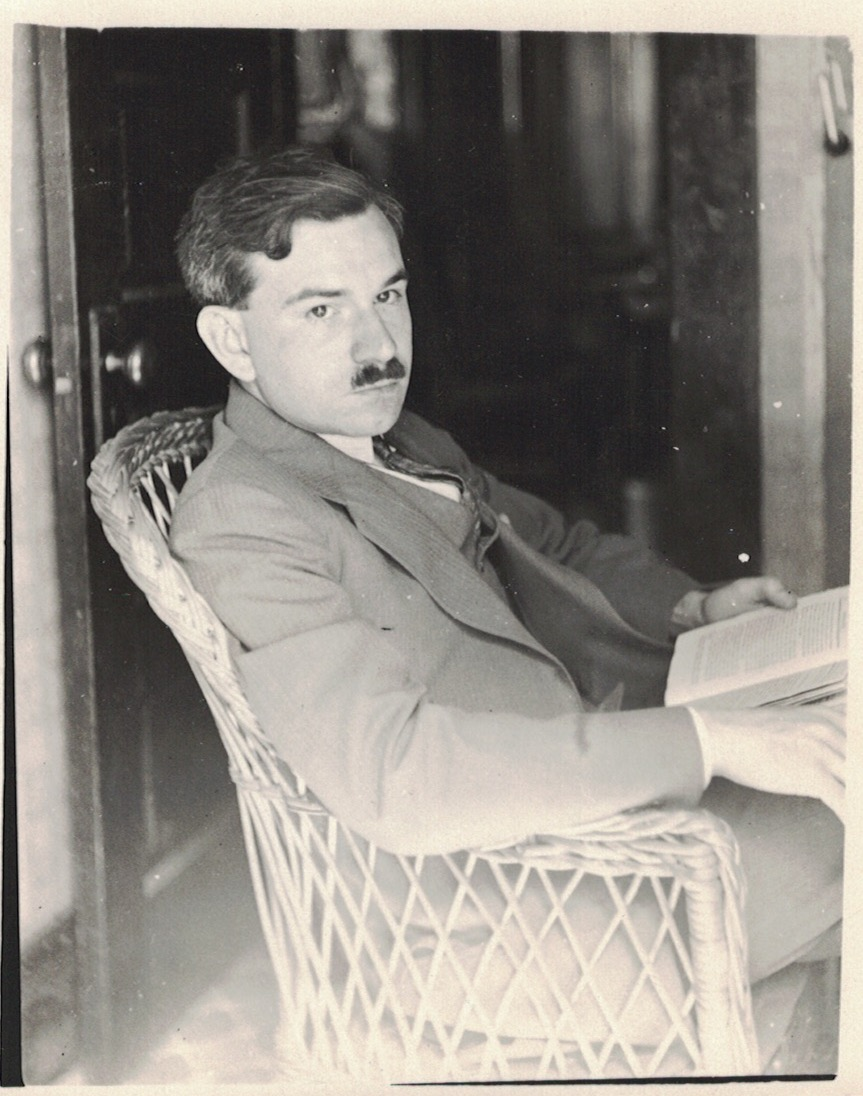
Le chimiste Léon Lortie se fait entendre à Radio-Collège.

De 1941 à 1956, Augustin Frigon a l'idée de développer une radio éducative par le biais de la société d'État : Radio-Collège. Il souhaite alors rejoindre une clientèle étudiante, mais aussi des gens qui n'ont pas accès à une éducation secondaire et à des infrastructures culturelles comme des salles de concerts ou de conférences, des galeries d’art, des musées ou des bibliothèques. Pour Jean Sarrazin, Radio-Collège a été ni plus ni moins que « le témoin d’une naissance, la prise de conscience d’un peuple par le labour de son intelligence et de ses facultés jusque là maintenues dans les sillons étroits d’une tradition séculaire et immuable ». 

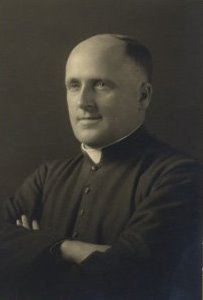
Albert Tessier y aborde l'histoire canadienne.

Des réalisateurs comme Gérard Lamarche, Raymond David, Florent Forget, Marc Thibault, Roger Citerne et Hubert Aquin s'y démarquent. Parmi les animateurs et animatrices figurent Marie Victorin qui y traite de botanique, Fernand Seguin qui s'entretient de la biologie et même de la psychiatrie et Thérèse Gouin-Décarie qui aborde divers thèmes en psychologie tels que le développement individuel de l’enfant, l’adolescence et la vie de couple. En sciences politiques, Jean-Pierre Houle analyse les luttes parlementaires ou les constitutions alors que Jean-Charles Bonenfant décortique les institutions politiques et judiciaires. L’abbé Albert Tessier, Jean Bruchési et Marie-Claire Daveluy présentent des conférences sur l'histoire canadienne. Marcel Trudel et Guy Frégault, professeurs à l'Université de Montréal, présentent quant à eux les nouvelles perspectives en histoire et Roger Citerne s'intéresse à l'histoire mondiale.
Raymond Tanghe analyse les liens entre l’homme et son environnement et discute de divers sujets d'actualité comme de syndicalisme avec l'avocat Jacques Perrault. Les nations autochtones sont présentées par l’ethnologue Jacques Rousseau, qui reçoit des experts comme le sociologue Marcel Rioux. De son côté, Jean Sarrazin fait découvrir d'autres peuples aux auditeurs de Radio-Collège.
Les émissions religieuses sont nombreuses. Que ce soient l’abbé Adrien Malo, Maurice Lafond, le père Dominique Brosseau ou le père Ernest Gagnon, les animateurs abordent toutefois la question de façon moderne. Clément Lockquell discute même, en 1952, du thème « Inquiétude spirituelle de notre temps » alors qu'une émission porte sur la crise de conscience des Canadiens français en 1954-1955. Les laïcs chrétiens trouvent une grande place dans la programmation. Simone Monet-Chartrand, Guy Viau et Réginald Boisvert animent ainsi Chronique de la vie conjointe où ils reçoivent des invités comme Louis O’Neill, Gérard Pelletier, André Laurendeau et Guy Rocher.

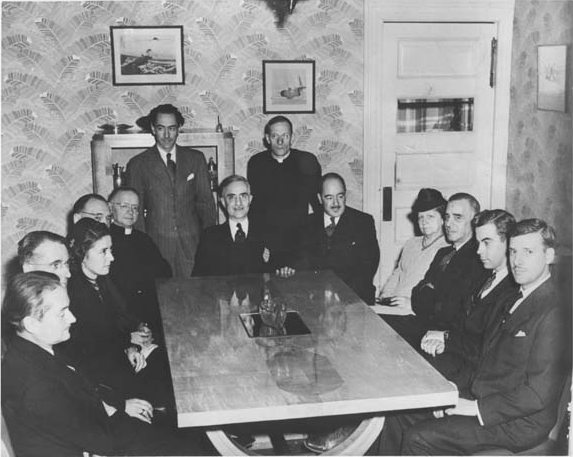
Philippe Panneton fait connaître les auteurs québécois dans son émission Nos romanciers et leurs personnages.

En arts visuels, Gérard Morisset fait connaître la sculpture et l’orfèvrerie en Nouvelle-France, Jules Bazin décortique l’architecture canadienne alors que la peinture est abordée par Robert Élie ou le peintre Jacques de Tonnancour et le cinéma par Gilles Sainte-Marie. La musique classique est notamment expliquée par Claude Champagne et le chef d’orchestre Roland Leduc.
En littérature, Luc Lacoursière présente des poètes français, l’abbé Vincent Bélanger anime une émission de critique littéraire, Roger Rolland et Louis-Martin Tard s'intéressent à la littérature contemporaine ainsi qu'à des auteurs de partout dans le monde. Philippe Panneton fait connaître les auteurs québécois dans Nos romanciers et leurs personnages, où il réalise également des entrevues avec des écrivains. Robert Charbonneau présente pour sa part des analyses littéraires alors que Gilles Marcotte se concentre sur l’histoire de la poésie québécoise. Enfin, le théâtre est abordé dans Le théâtre de Radio-Collège.

### La censure pendant la Deuxième Guerre mondiale
La guerre devenant de plus en plus inévitable, un comité fédéral de censure est mis sur pied. Il est chargé d'analyser tout ce qui sera diffusé sur les ondes radiophoniques. À l'été 1939, Radio-Canada émet de nouvelles politiques pour les campagnes électorales à venir, y compris dans les provinces.
Le 3 septembre 1939, l'heure est grave. Le premier ministre Mackenzie King s'adresse à la population canadienne en direct pour lui faire part de l'urgence de la situation en Europe. De plus, le 6 septembre 1939, le gouvernement crée un Bureau de censure et émet un décret qui fixe les barèmes de la censure des médias pendant la guerre. Ceux-ci ne doivent notamment pas critiquer publiquement les décisions gouvernementales et militaires. Le gouvernement demande la coopération de la presse à cet égard.

Le 10 septembre, le Canada déclare finalement la guerre à l'Allemagne. Alors que CKAC crée un Service d’information, dirigé par François Laroche, Radio-Canada commence à demeurer en ondes 24 heures par jour afin de transmettre toutes les nouvelles provenant de Londres. 

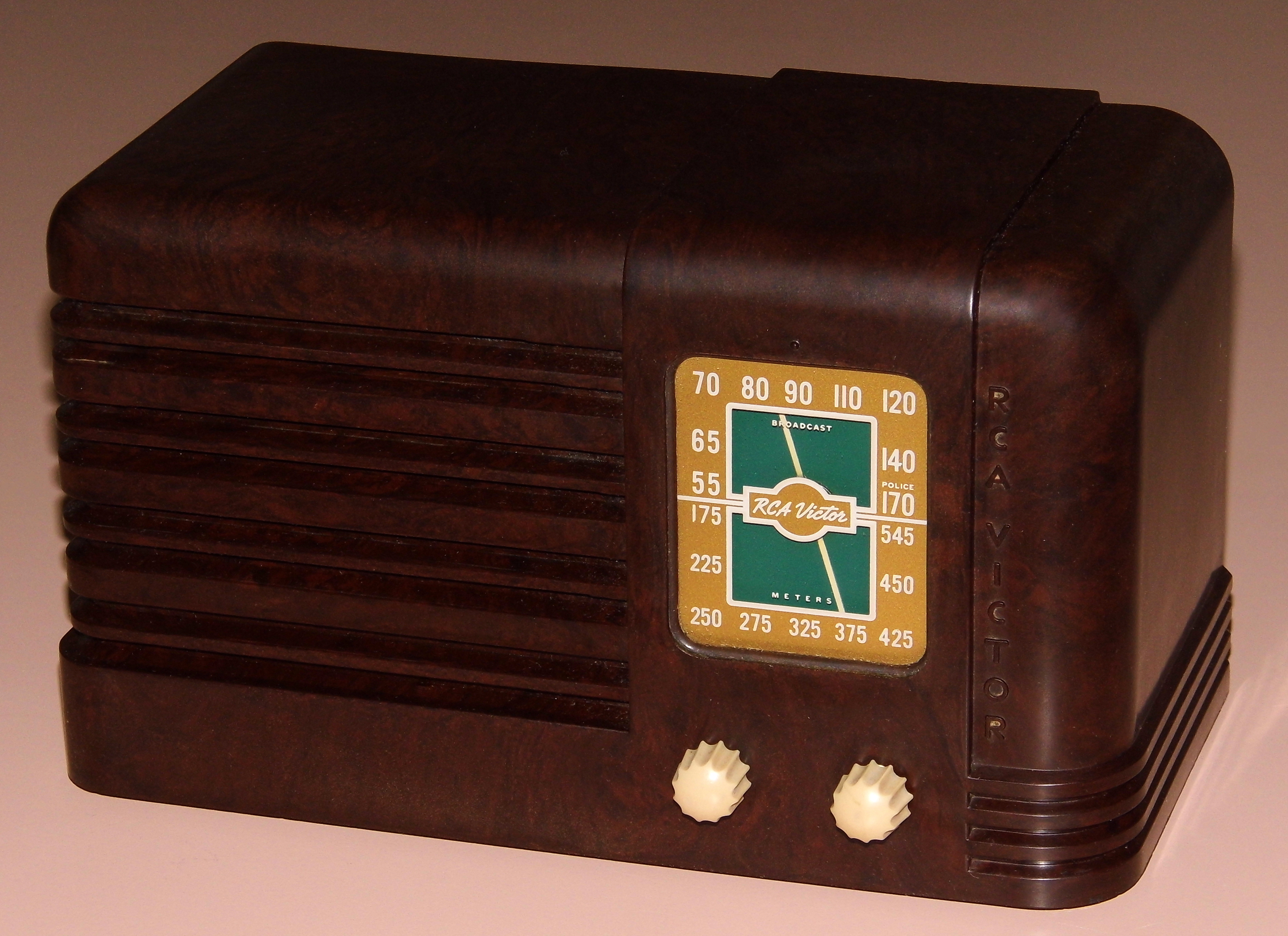
La guerre entre dans les foyers québécois à travers un récepteur radio comme celui-ci pendant les années 1940.

Le Québec est pour sa part en élection à l'automne de 1939. Le premier ministre Maurice Duplessis refuse de soumettre les textes de ses allocutions à la censure pendant toute la campagne électorale. Duplessis ne cache pas sa surprise : « On dit que Radio-Canada ne permettra pas l’irradiation des assemblées et que les textes des discours que l’on voudra prononcer à la radio devront être soumis préalablement à la censure. » Pour lui, si Radio-Canada a permis dans le passé à des communistes d’exposer leurs idées à la radio, « je crois que le chef et le premier ministre de la province de Québec a le droit d’exprimer ses opinions et celles de la province sans passer par les Fourches Caudines d’aucune autorité fédérale, quelle que soit sa couleur, ou d’aucune branche d’un département fédéral. » À l'automne, son discours prononcé à Trois-Rivières sera pourtant interdit de diffusion à Radio-Canada.
Le 25 décembre 1939, Radio-Canada diffuse un premier reportage en direct au sujet de l'armée canadienne qui se trouve alors en Angleterre. Plusieurs autres reportages suivront au cours des prochains mois. En mars 1941, William Lyon Mackenzie King rappelle, dans une lettre adressée à la presse, qu'ils doivent continuer de suivre les instructions des censeurs à l'égard des nouvelles. À Radio-Canada, Gérard Arthur est nommé directeur des programmes de propagande de guerre la même année. Par ailleurs, les efforts de mobilisation se révélant de plus en plus insuffisants, le gouvernement King se dirige progressivement vers l'imposition de la conscription. Au Québec, où le souvenir de la crise de la conscription de 1917-1918 est encore vif, cela entraîne de nombreux débats. En 1939, King avait promis aux Québécois de ne pas recourir au service militaire obligatoire. Or, le premier ministre commence à laisser entendre qu'il aimerait être relevé de cette promesse.

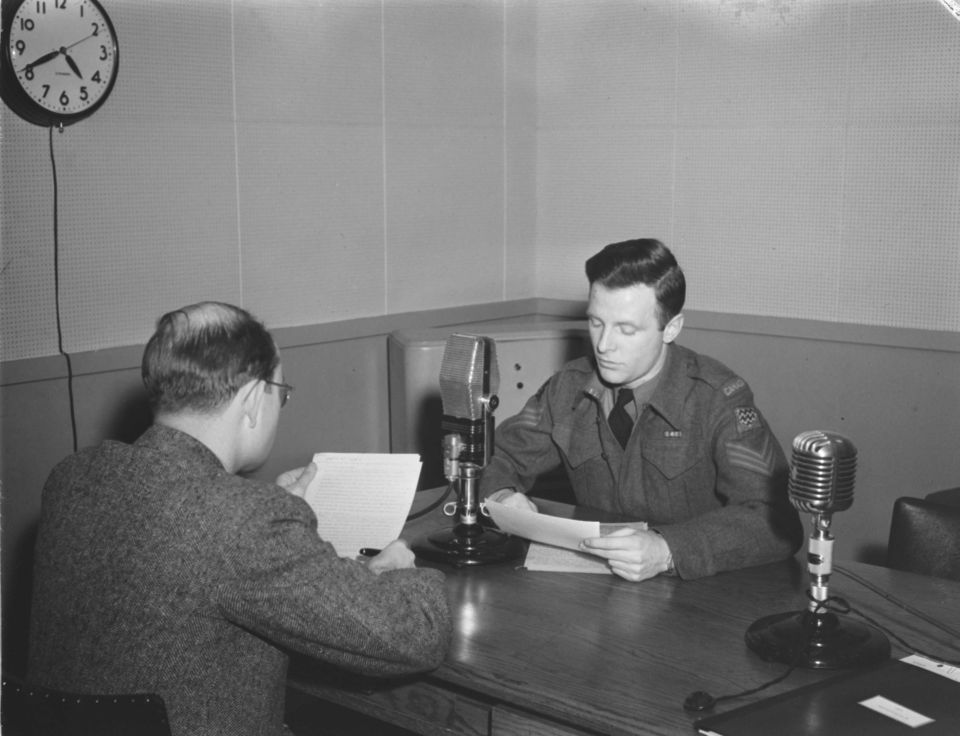
Deux hommes lisent les nouvelles dans les studios de Radio-Canada à Montréal en 1945.

En 1941, la Ligue pour la défense du Canada, dont le secrétaire est André Laurendeau, est formée. Elle regroupe les partisans du NON à la conscription. La ligue veut faire entendre la voix de ses membres sur toutes les tribunes possibles. Radio-Canada applique toutefois à leur égard les mêmes règles que celles élaborées pour les campagnes électorales en temps de guerre. Comme ils ne peuvent critiquer publiquement les décisions gouvernementales, les partisans du NON se voient exclus des ondes radiophoniques. Pendant des semaines entre février et mars 1942, la ligue demande à Augustin Frigon d'obtenir le même temps d'antenne que celui des partisans du OUI.

Il est même question de cela à l'Assemblée législative à Québec. Le 23 avril, le député unioniste Onésime Gagnon y présente une motion :  
« Qu’attendu que la liberté de parole a toujours été un principe pour lequel les démocraties ont fait des luttes mémorables. Cette Chambre exprime l’avis que des représentations soient faites auprès du gouvernement fédéral, par le gouvernement de la province de Québec, pour que ceux qui croient devoir répondre NON à la question posée, à l’occasion du plébiscite, aient les mêmes avantages, aux postes de Radio-Canada, que ceux qui croient devoir répondre OUI. » 
La motion est toutefois rejetée. La ligue effectue ces démarches en vain. Le plébiscite a bel et bien lieu le 27 avril 1942.

#### Divertissement et information en temps de guerre

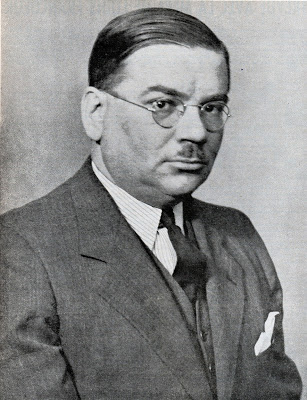
Le journaliste Louis Francoeur anime l'émission La situation ce soir à Radio-Canada en 1941.

Même si la Seconde Guerre mondiale a lieu outre-Atlantique, elle devient omniprésente dans le quotidien des gens par le biais de la radio. En 1940, sur les ondes de CHRC à Québec, le chansonnier Roland Lebrun, plus connu sous le nom de soldat Lebrun, anime une émission où il entonne des ballades à caractère militaire. Il devient si populaire qu'il lance un disque de ses chansons en 1942. Radio-Canada diffuse de nombreux radioromans de guerre, dont La Métairie Rancourt d'Adolphe Brassard (1941-1952), Notre Canada d'Édouard Beaudry, René Boivin et Paul Gury (1942) et La Fiancée du commando de Paul Gury (1942-1947).

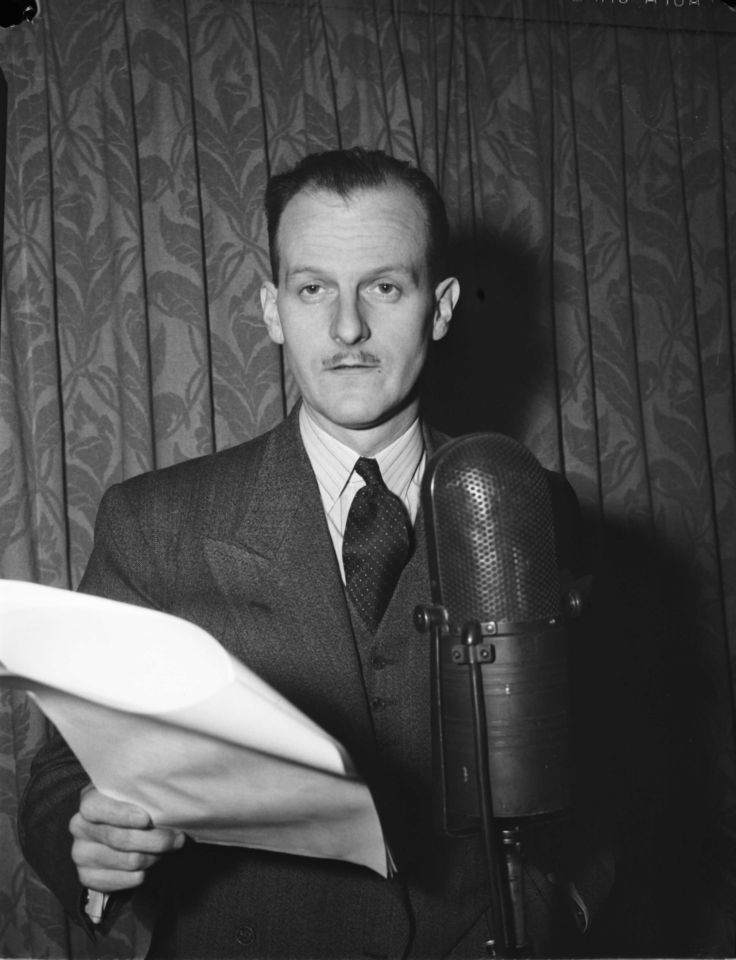
Marcel Ouimet est chargé de développer le service de nouvelles de langue française de Radio-Canada en 1941.

En ce qui concerne la diffusion de l'information, Radio-Canada crée son service de nouvelles de langue française en 1941. C'est Marcel Ouimet qui en est chargé. Le 2 janvier, il a en effet été nommé chef de la salle de rédaction du réseau français de Radio-Canada. Il dirige une petite équipe de six journalistes qui rédigent et lisent quotidiennement les bulletins de nouvelles. À l'époque, CBF diffuse chaque jour quatre bulletins de nouvelles de 15 minutes ainsi que des bulletins éclairs toutes les heures. En plus de ses tâches de direction, M. Ouimet présente par ailleurs le bulletin de 18 h 15.
Toujours à Radio-Canada, le journaliste Louis Francoeur anime l’émission d'actualité La situation ce soir, jusqu'à son décès accidentel en juin 1941. Miville Couture fait son entrée à Radio-Canada peu après. Il devient annonceur en chef en 1944. En parallèle, l'Agence Canadian Press/Presse canadienne crée un service de nouvelles pour la radio en langue française en 1945.
Radio-Canada dépêche également des correspondants de guerre sur le terrain. C'est d'abord le cas de Gérard Arthur en 1940, qui sera attaché à la BBC, puis de Jacques Desbaillets jusqu'en juin 1942 et de Marcel Ouimet en septembre 1943. Ce dernier est accompagné des journalistes Paul Barette et Benoit Lafleur. Ouimet produit des dizaines de reportages en français sur le front, dont le débarquement de Normandie qu'il effectue avec les troupes canadiennes. Le correspondant de guerre Ouimet demeure en Europe jusqu'en 1945.
De son côté, en 1944, René Lévesque s'envole pour Londres à titre de correspondant de guerre. Il a été recruté par le Bureau de l'information de guerre des États-Unis.

### La création d’un service provincial de radiodiffusion

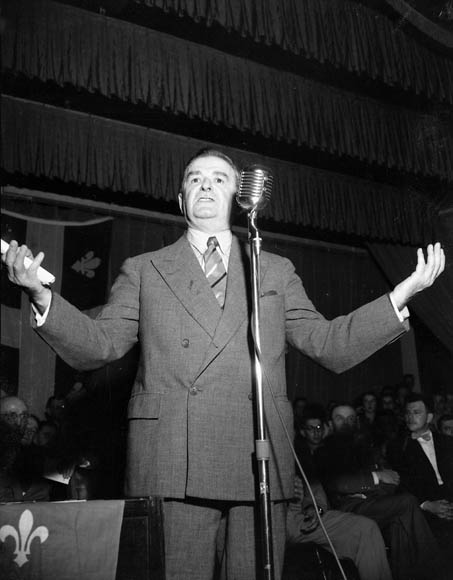
Le premier ministre Maurice Duplessis met sur pied un service provincial de radiodiffusion en 1945.

Revenu au pouvoir en 1945, Maurice Duplessis veut faire concurrence au fédéral et assurer l'autonomie du Québec en matière radiophonique. Le gouvernement de l'Union nationale présente le projet de loi 12 qui vise à mettre sur pied un service provincial de radiodiffusion attendu que :  
« La radio étant devenue un puissant moyen de propager l’éducation, qui est du ressort exclusif des provinces il va sans dire qu’il serait illogique qu’un gouvernement provincial n’exerce pas ses prérogatives dans un domaine aussi vaste. C’est son droit essentiel de diffuser la pensée provinciale comme Radio-Canada diffuse la pensée fédérale ». 
Le premier ministre Duplessis souhaite donc qu'un service provincial transmette les valeurs propres au Québec et qu'il corrige d'éventuelles erreurs qui pourraient être propagées, que ce soit à Radio-Canada ou sur les ondes d'une station privée. Au Conseil législatif, deux conseillers sont aussi propriétaires de stations privées. Ce sont Jacob Nicol et Pamphile Du Tremblay. Après quelques débats, le projet de loi est finalement adopté. Il ne sera toutefois pas réellement mis en vigueur avant 1968, donnant naissance à Radio-Québec.

### L'âge d'or de la radio, 1940-1950
Dans les années 1940, le bilinguisme à la radio est une question de l'heure, débattue notamment par André Laurendeau dans les pages de L'Action nationale. Certains s'inquiètent du fait que CKAC, surtout après son entente avec CBS à la fin des années 1920, diffuse plusieurs émissions en anglais. En musique, les crooners, les orchestres de jazz puis le rock'n’roll américains s'y font entendre. Afin de promouvoir la chanson québécoise, certains passent à l'action. Fernand Robidoux lance ainsi la revue Radio ’49 à Montréal en 1949.
Les années 1940 marquent l'ère de la dramaturgie à la radio, entre autres par une succession de radioromans et de radiothéâtres originaux très appréciés du public. Quotidiennement, celui-ci a le choix parmi une dizaine d’œuvres. De plus, des autrices et des auteurs québécois mais aussi des comédiens et des comédiennes s'y font remarquer et deviennent des vedettes.
D'ailleurs, à l'époque, les émissions qui ont de fortes cotes d'écoute (Un homme et son péché, Les Plouffe, Chez Miville) sont commanditées par des compagnies américaines comme Campbell Soup, Colgate Palmolive, Javex, General Foods, Quaker Oats, Proctor & Gamble et Lever Brothers. Des publicités parsèment 10% de la programmation tant à Radio-Canada que celles des stations privées (où l'on peut également entendre des annonces-éclairs).
En 1952, l'arrivée de la télévision vient modifier le paysage médiatique. La radio s'adapte afin de la concurrencer. Elle propose par exemple des émissions d'après-midi. Par ailleurs, en 1958, une loi fédérale sur la radiodiffusion vient créer le Bureau des gouverneurs de la radiodiffusion. Enfin, la Tribune de la presse à Québec voit la radio et la télévision arriver sur la colline parlementaire en 1959 pour couvrir les travaux du Parlement.

#### Les principales émissions de CBF
Augustin Frigon devient directeur général de Radio-Canada en 1944 et Marcel Ouimet est nommé directeur du réseau français trois ans plus tard. La société emménage dans l'ancien hôtel Ford en 1951. Elle y regroupe ses studios de radio avec ceux de la télévision. 

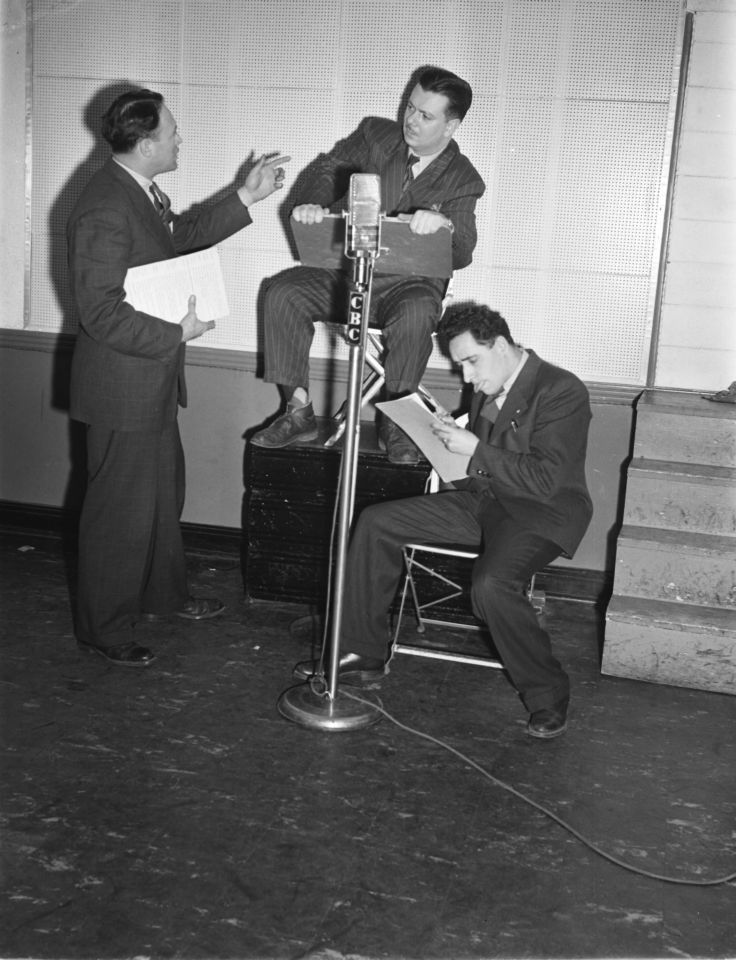
Robert Choquette signe le populaire radioroman Métropole.

En ce qui concerne la programmation de la station, les feuilletons continuent d'être très nombreux et populaires. Ce sont entre autres Jeunesse dorée (1940-1966) de Jean Desprez, Les secrets du docteur Morhanges (1940-1947) d'Henry Deyglun, Vers le soleil avec tante Lucie (1942-1956) de Louis Morisset, Métropole (1943-1956) de Robert Choquette, Yvan l’intrépide (1945-1954) de Jean Desprez, Je vous ai tant aimé (1951-1959) de Jovette Bernier, La famille Plouffe (1952-1955, CKVL, 1961-1967) de Roger Lemelin et Le Survenant (1953-1955, CKVL, 1962-1965) de Germaine Guèvremont.
Radio-Canada produit également plusieurs dramatiques à caractère historique, notamment les séries Le Ciel par-dessus les toits de Guy Dufresne (1947-1955, réalisée par Guy Mauffette) et Les Visages de l'amour de Charlotte Savary (1955 à 1970), ainsi que des dramatiques policières comme Qui est le coupable? (1947-1948).
Dans le domaine du théâtre, les auteurs québécois tels que Marcel Dubé, Vanna Ducharme, Claude Gauvreau, Éloi de Grandmont, Françoise Loranger, Yvette Naubert, Guy Saint-Pierre et Yves Thériault trouvent une place fertile pour diffuser leurs œuvres. Radio-Canada produit ainsi des émissions comme Le théâtre de Radio-Canada (1943-1955), Entrée des artistes (1944-1945, réalisée par Judith Jasmin), Les Voix du pays (1945-1948), Radio-Théâtre Ford (1948-1955), Nouveautés dramatiques (1950-1962, créée par Guy Beaulne) et Sur toutes les scènes du monde (1951-1975).

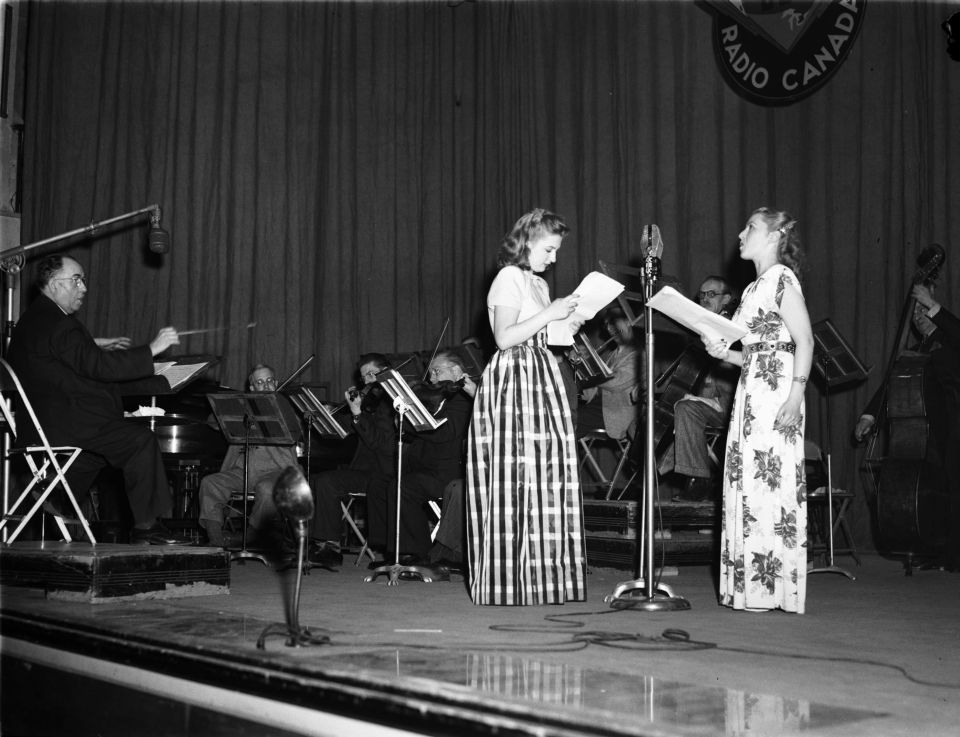
Deux comédiennes jouant dans un radiothéâtre de Radio-Canada en 1946.

En musique, Paul-Émile Corbeil présente Les Joyeux troubadours (1941-1977) tandis que le chef d'orchestre Roland Leduc est au cœur de L’Orchestre des petites symphoniques (1948-1965). En 1949, le chansonnier Félix Leclerc anime l'émission Félix Leclerc et ses chansons.
Alors que Roger Baulu est animateur et réalisateur à Radio-Canada depuis la Deuxième Guerre mondiale, Marcelle Barthe touche un public féminin avec son émission Lettre à une Canadienne (1945-1957). Elle y traite de l'actualité et de multiples sujets tous les après-midis en semaine. Gérard Pelletier s'intéresse également à l'actualité avec ses émissions éducatives Le choc des idées puis Les idées en marche. Les affaires publiques trouvent leur place à Carrefour en 1953, où René Lévesque et Judith Jasmin traitent de divers sujet. L'émission sera rapidement adaptée à la télévision de Radio-Canada.
Pendant plus de deux décennies, Miville Couture est indissociable des ondes radio-canadiennes. Tout d'abord dans Le p'tit train du matin (1947-1952), il présente quotidiennement, aux côtés de René Lecavalier et Eugène Cloutier, des sketches et des chansons qui tournent autour de l’actualité. Puis, de 1956 à son décès en 1968, il anime la quotidienne humoristique matinale Chez Miville (l'émission prend fin en 1970). Elle présente des parodies et des sketches. Couture se démarque par les nombreux personnages qu'il incarne. Toujours dans le créneau de l'humour, Fernand Seguin, André Roche et Roger Rolland signent l'émission satirique Carte blanche (1951-1953).
Enfin, René Arthur présente un jeu-questionnaire où l'érudition est à l'honneur dans Match inter-cités à partir de 1950, la chanson française et québécoise trouvent leur place à l'émission Les chansons de Baptiste et Marianne (1951) et le père Marcel-Marie Desmarais anime la populaire Clinique du cœur (1956).

#### Les principales émissions de CKAC

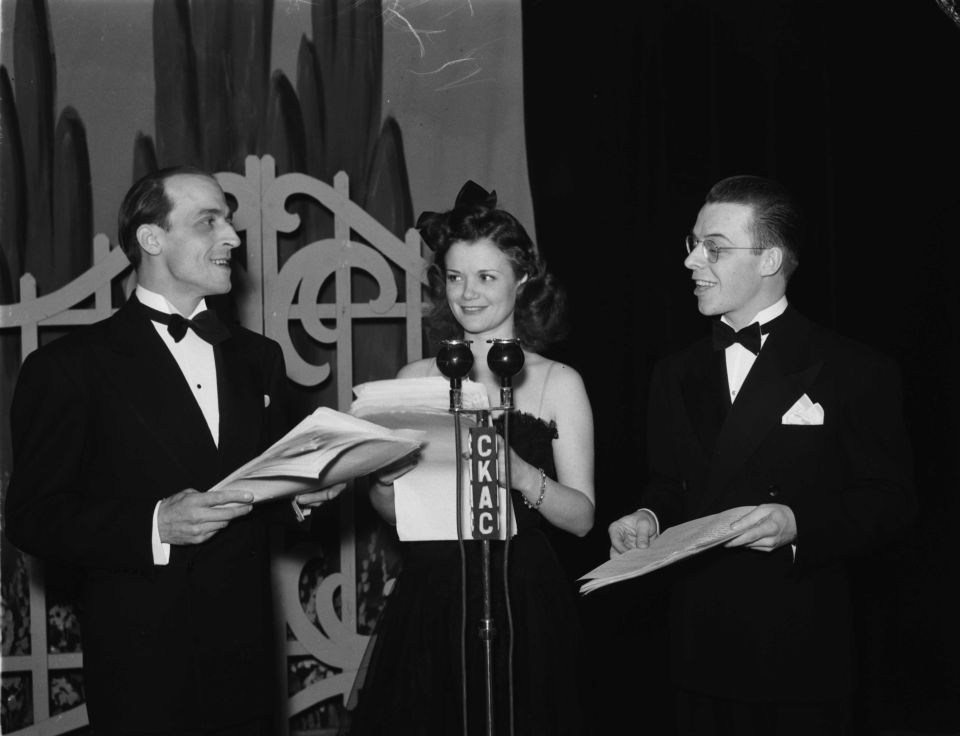
En 1942, Paul de Vassal, Simone Simon et Albert Cloutier interprètent un texte sur la scène du théâtre Lux à CKAC.

Durant cette période, CKAC consolide ses principaux secteurs d'activités. Le journaliste Ferdinand Biondi devient directeur des programmes en 1946. L'année suivante, CKAC commence à diffuser 24 heures par jour.
De 1941 à 1949, Paul-Émile Corbeil interprète les textes de Jean Narrache (Émile Coderre) à l'émission Le vagabond qui chante. Face au succès qu'il remporte, il endisquera plusieurs de ces textes. Dans les années 1940-1950, Jean-Louis Gagnon fait pour sa part sa marque en commentant l'actualité internationale.
Dans le domaine du radiothéâtre, CKAC multiplie les émissions, dont Radio-théâtre Lux français (1942-1945). La station propose par ailleurs deux radioromans qui deviendront rapidement très populaires. Tout d'abord, Pierre Dagenais est l'auteur de Faubourg à m’lasse (1948-1953, aussi à CBF) et Louis Morisset de Rue des Pignons (1949-1953). Ce dernier radioroman sera adapté à la télévision de Radio-Canada.

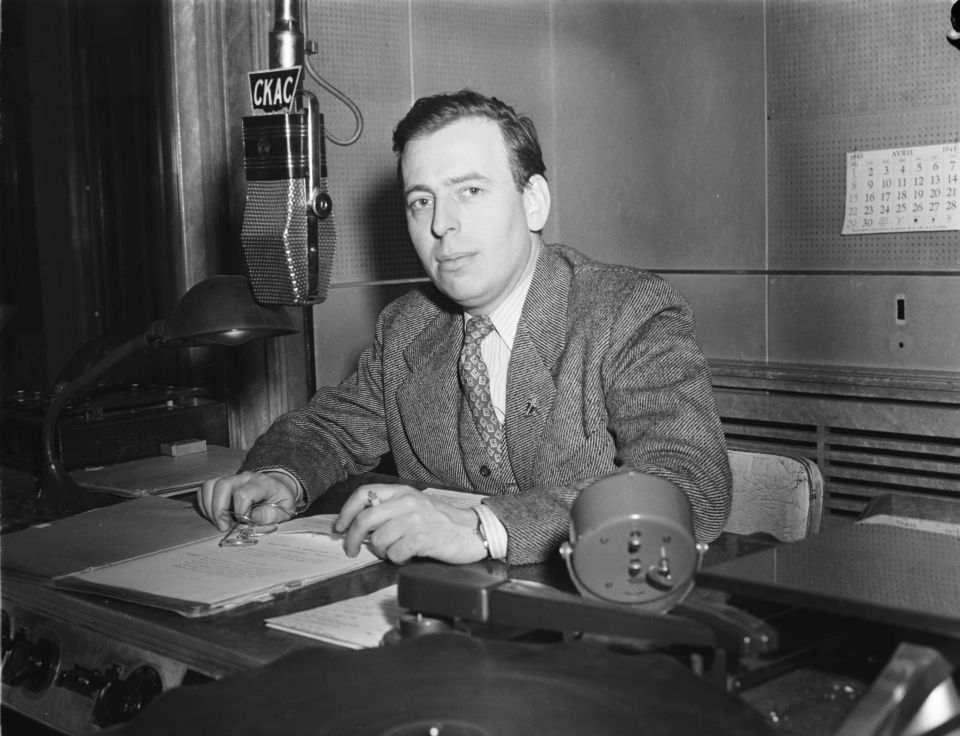
Jean-Louis Gagnon est animateur à CKAC.

En 1955, l'émission linguistique destinée au public scolaire Améliorons notre langue parlée entre en ondes. Le comédien Jean Duceppe fait ses débuts à CKAC en 1959 comme journaliste-animateur. Il en devient rapidement un animateur vedette. Plus qu'un simple lecteur, il analyse et donne son opinion à propos de l'actualité. En 1959, la station commence enfin à publier un palmarès de chansons québécoises dans La Presse.

#### Quelques émissions à CKVL
Inaugurée en 1946 à Verdun, la station propose du contenu bilingue. CKVL cherche toutefois à rejoindre le public francophone en présentant plusieurs émissions originales en français. Dans le secteur de la chanson, Guy Mauffette et Jacques Normand créent La parade de la chansonnette française en 1947. Dans le secteur des radioromans, des auteurs déjà reconnus écrivent des textes. Pierre Dagenais propose ainsi L’ami Pierre (1956-1960) tandis que Jean Desprez signe Docteur Claudine (1957-1964). En 1959, la ligne ouverte Madame X, animée par Reine Chevrier, est lancée.

#### Le chapelet et la religion à la radio

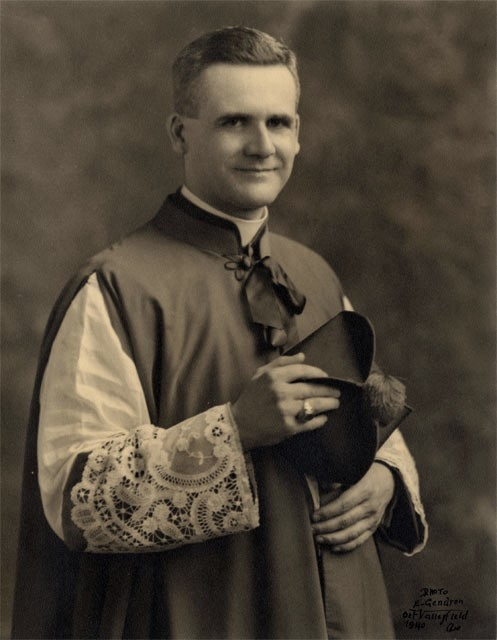
Paul-Émile Léger présente Le Chapelet en famille à la radio pendant près de 20 ans.

La religion catholique demeure omniprésente dans la société québécoise des années 1940-1950 et cela se reflète à la radio. À CKAC, les auditeurs peuvent entendre Le quart d’heure de l’Oratoire (1940-1972). Paul-Émile Léger, archevêque de Montréal, obtient du temps d’antenne à CKAC pour une émission consacrée à la récitation du chapelet. Le Chapelet en famille est mis en ondes le 1er octobre 1950. L'émission entre vite dans le quotidien des gens. Léger l'anime jusqu’en 1967. Après 20 ans en ondes, Le Chapelet en famille prend fin en 1970.
À Radio-Canada, Jean-Paul Lemieux anime Élévations matutinales, une émission produite à Québec à partir de 1940 en collaboration avec l’Action sociale catholique. Puis, de 1954 à 1957, le père Émile Legault, fondateur des Compagnons de Saint-Laurent, propose lui aussi un contenu religieux à l'émission Eaux vives. À CKVL, Jean Monté présente l’émission Histoire de Dieu pendant dix ans (1951-1961).

#### Des stations partout au Québec
Près d'une trentaine de stations, majoritairement francophones, sont créées un peu partout au Québec en deux décennies. Dans les années 1940, ce sont 12 stations qui voient le jour, dont CHAD (Amos, 1941), CJSO (Sorel, 1945), CKVL (Verdun, 1946), CKTS (Sherbrooke, 1946), CKRS (Jonquière, 1947), CJFP (Rivière-du-Loup, 1947), CKBL (Matane, 1947), CHRC (Québec, 1949, plus tard CHOI-FM), CHRL (Roberval, 1949) et CJNT (Québec, 1949, plus tard CFOM). Dans les années 1950, 16 stations entrent en ondes parmi lesquelles CKVM (Ville-Marie, 1950), CKLS (La Sarre, 1950), CKVL (Verdun, 1951, plus tard CKOI), CJMT (Chicoutimi, 1954), CKTR (Trois-Rivières, 1954), CJMS (Montréal, 1954 par Raoul Gadbois) et CFLM (La Tuque, 1959).

### La radio pendant la Révolution tranquille, 1960-1970
En 1960, 97% des ménages québécois possèdent un récepteur radio à la maison. La radio est au cœur de l'actualité en ces années d'effervescence au Québec. En 1967, c'est le cas lors des activités entourant Expo 67 à Montréal mais surtout lors du voyage du président français Charles de Gaulle. Plus de 30 stations privées se regroupent afin de suivre la progression du général sur le Chemin du Roy qui le conduit de Québec à Montréal.
De leur côté, les femmes continuent de faire leur place sur le marché du travail. Par exemple, à la Tribune de la presse, Gisèle Gallichan devient la première femme correspondante parlementaire pour un média électronique (CJRP) en 1967.
En 1968, la Loi sur la radiodiffusion est modifiée pour établir le Conseil de la radiodiffusion et des télécommunications canadienne (CRTC). Il s'agit d'un organisme indépendant qui assure la surveillance, pour le bien du public, des services de radiodiffusion et de télécommunications au Canada. Il veille aussi à la réglementation de ces secteurs. L'organisme sera amené à se prononcer sur plusieurs aspects touchant le milieu de la radio au Québec, dont les achats de stations.

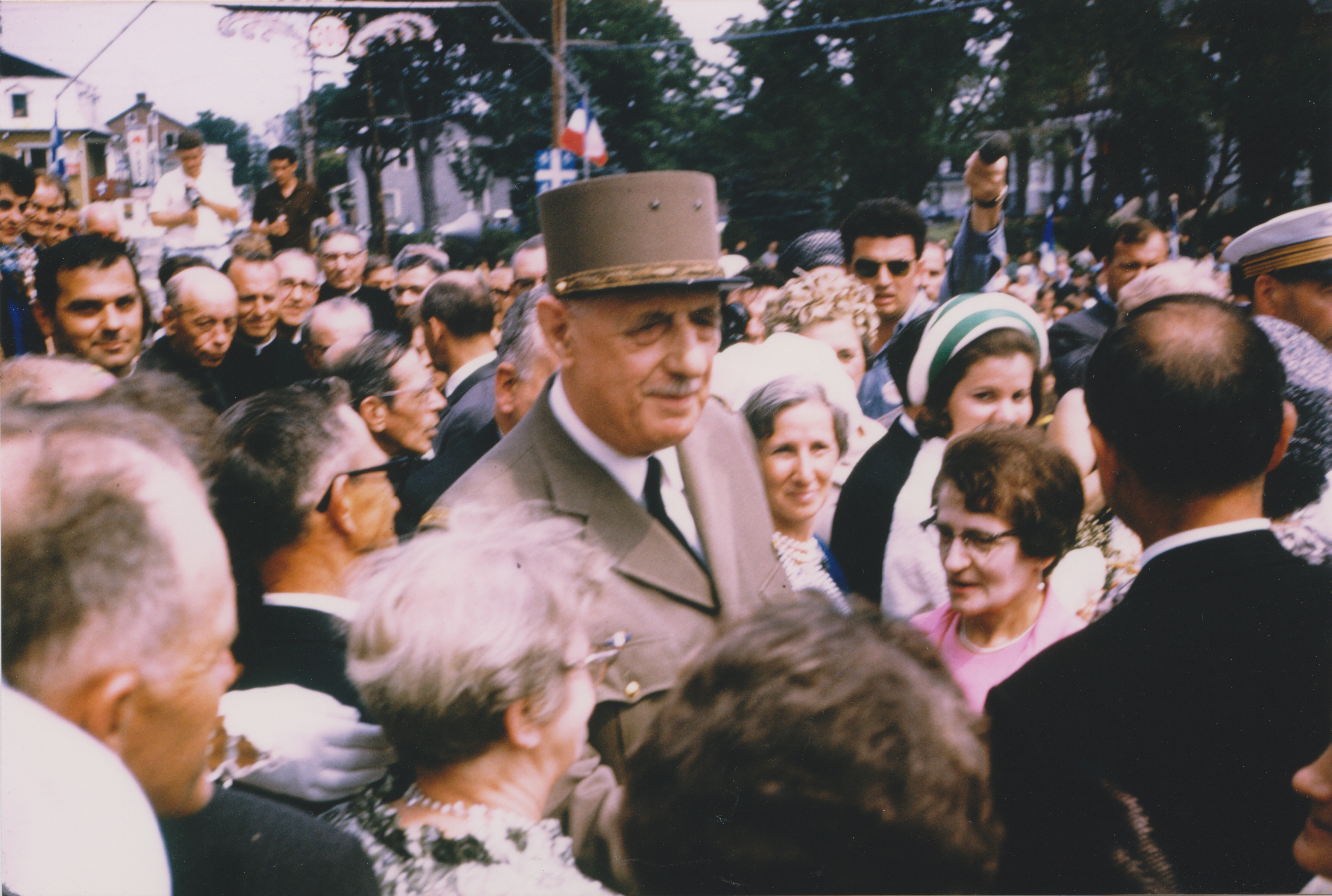
La visite de Charles de Gaulle en 1967 fait l'objet d'une vaste couverture radiophonique.

En 1970, durant la Crise d'Octobre, les membres du Front de libération du Québec (FLQ) transmettent leurs communiqués à CKAC, où Louis Fournier suit les événements de près. Le 7 octobre, un manifeste est d'ailleurs lu à CKAC. Radio-Canada assure également une vaste couverture radiophonique. L'année suivante, Radio-Canada emménage dans la tour située sur le boulevard René-Lévesque à Montréal. Un autre moment historique a lieu en 1976 : le seul débat pendant la campagne électorale entre Robert Bourassa et René Lévesque se déroule à la radio de CKAC. Il est retransmis simultanément à travers le Québec par le réseau Télémédia.
Dans les années 1970, les radios commerciales mettent l'emphase sur l'auditoire du matin et centrent leur programmation autour de la personne de l'animateur, les morning men. C'est le cas de Jacques Proulx à CKAC, de Georges Balcan à CJAD, de Serge Bélair à CJMS, d'André Arthur à CHRC et de Joël Le Bigot à Radio-Canada.
Enfin, selon un sondage de 1978, 81% des gens interrogés écoutent alors principalement les nouvelles à la radio, 78% de la musique populaire et 38% des lignes ouvertes.

### Des émissions phares
À Radio-Canada, alors que les chansonniers comme Claude Gauthier, Raymond Lévesque et Félix Leclerc commencent à se faire connaître, la musique occupe encore une grande place dans la programmation. En 1960, Guy Mauffette fait la promotion de la chanson québécoise à l'émission Le cabaret du soir qui penche. La même année, la station lance un important Concours international de la chanson d’expression française. Enfin, pour rejoindre une clientèle plus jeune et férue de musique, Radio-Canada lance Radio-transistor, une quotidienne animée par le populaire Jacques Boulanger, en 1964. Elle poursuit également sa mission éducative et signe une entente avec le ministre de la Jeunesse, Paul Gérin-Lajoie, en 1962 afin de développer les radios scolaires. 

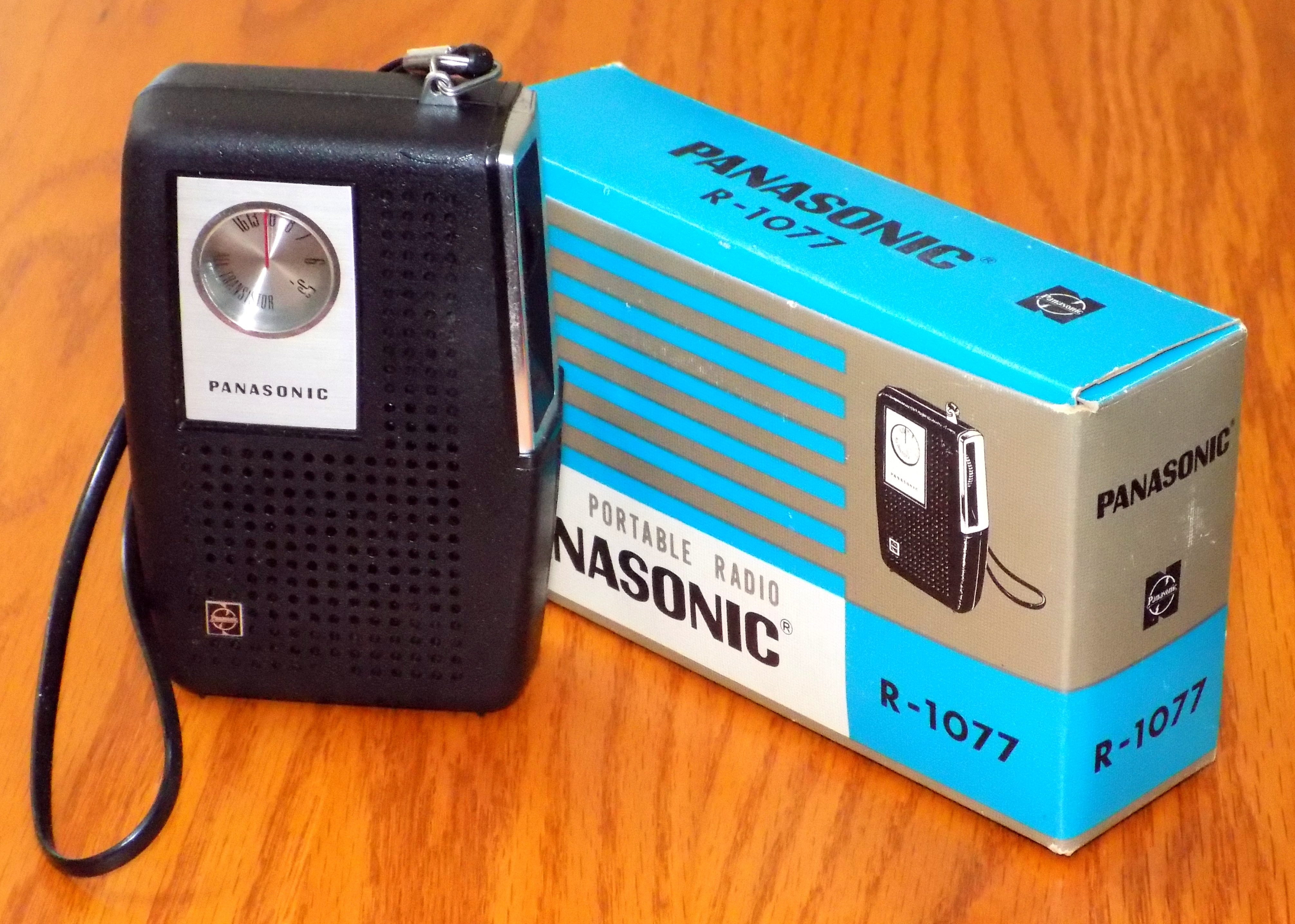
Les jeunes écoutent beaucoup de musique sur leur radio transistor dans les années 1960.

Dans les années 1960, Radio-Canada continue de faire sa marque avec les radioromans comme celui de Paul Gury, L’hirondelle des faubourgs (1961-1965). Or, à la fin de la décennie 1970, la station consacre davantage de temps d'antenne à l’information et aux affaires publiques au détriment de la dramaturgie. De 1965 à 1970, Lise Payette et Guy Provost traitent de l'actualité sociale et culturelle dans Place aux femmes. Le journaliste André Payette s'adresse quotidiennement, à partir de 1965, aux auditeurs dans le magazine d'information Présent. Des gens comme Roger Nantel, Louise Godin, Gilles Gougeon, Simon Durivage et Jean Paré y ont fait leurs armes. Enfin, à partir de 1977, Joël Le Bigot anime l'émission matinale CBF-Bonjour. Il reçoit plusieurs chroniqueurs réguliers dont Francine Grimaldi aux actualités culturelles.
Du côté des émissions religieuses, la station commence à diffuser, en 1966, sa première émission de tribune téléphonique, Le Père Legault vous écoute alors qu'en 1969 débute l'émission Dialogue. À partir de 1971, Jacques Languirand anime Par 4 chemins, et ce, jusqu'en 2014. Pendant plus de 40 ans, il y traite de sujets liés à la spiritualité, à la sociologie ou encore à la philosophie.
En 1967, le journaliste Pierre Pascau anime une émission d'information quotidienne très suivie, Le Point du jour, à CKAC. Yvan Ducharme présente les populaires capsules humoristiques les Insolences d’un téléphone dans son émission Du Charme au réveil à CJMS de 1963 jusqu'en 1970. Tex Lecor prend ensuite la relève avec autant de succès.

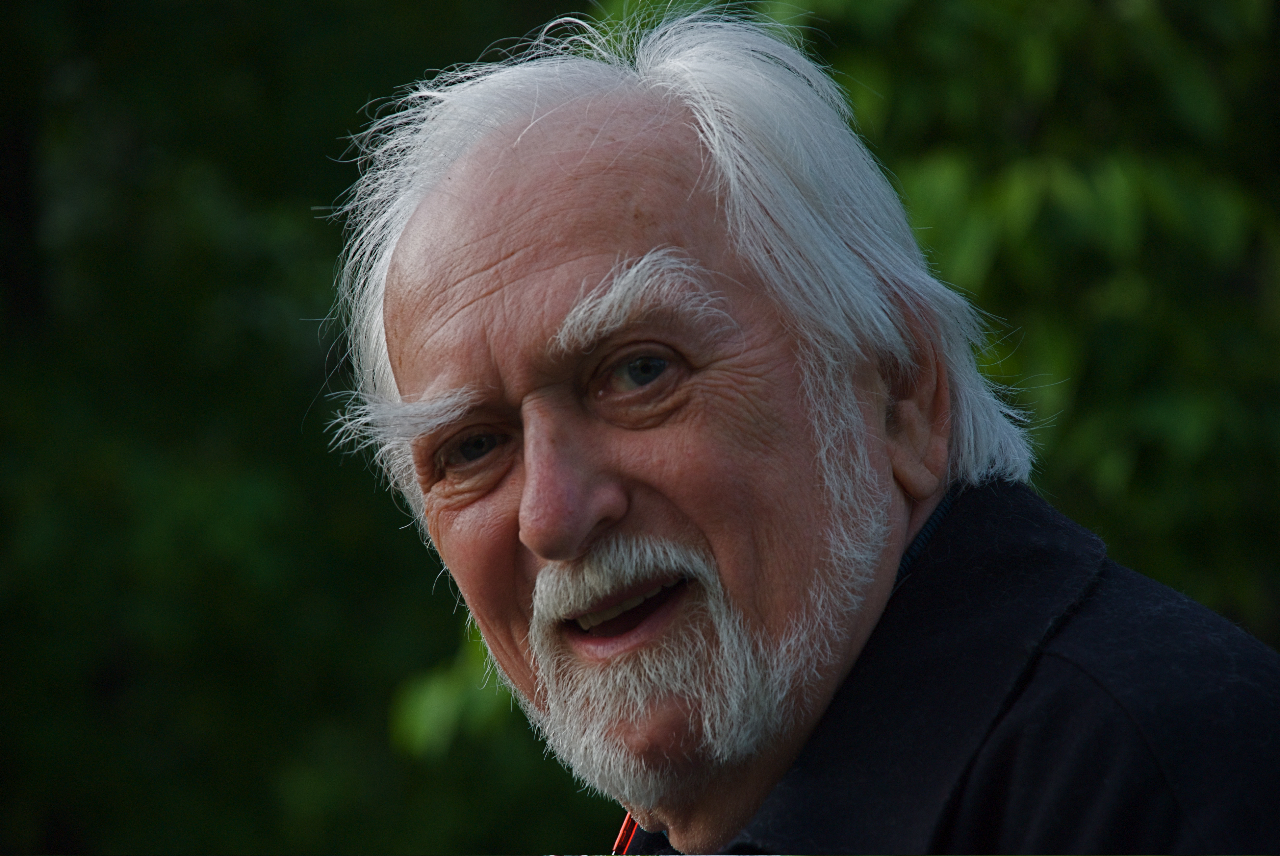
Jacques Languirand anime Par 4 chemins.

#### CKAC est vendue et le réseau Radiomutuel est créé
Plusieurs changements importants surviennent au tournant des années 1960-1970. L'année 1969 marque d'abord la naissance du réseau Radiomutuel, propriété de Raymond Crépeault. Ce dernier détient déjà à ce moment la station CJMS à Montréal. D'autre part, CKAC, première station francophone privée au Québec, est vendue. Elle était alors détenue par Power Corporation qui s'en départit au profit de Télémédia Québec ltée, propriété de Philippe de Gaspé Beaubien. La même année, Télémédia acquiert CHLT et CHLT de Sherbrooke. Deux ans plus tard, soit en 1971, c'est au tour de Marconi de vendre sa station CFCF. Enfin en 1973, le réseau Télémédia prend forme.

#### D'autres stations apparaissent
Malgré les fusions et les ventes, d'autres stations voient le jour. Dans les années 1960, c'est le cas notamment de : CJAF (Cabano, 1960), CJLM (Joliette, 1960), CKBS (Saint-Hyacinthe, 1960), CHLC (Hauterive, 1962), CKLM (Laval, 1962), CFMB (Montréal, 1962), CKML (Mont-Laurier, 1964), CKMF (Montréal, 1964), CFLS (Lévis, 1967), CHVD (Dolbeau, 1967), CHLT (Sherbrooke, 1967), CJRP (Québec, 1969) et CJMD (Chibougamau, 1969).
Dans les années 1970, les radios communautaires apparaissent. La première station communautaire québécoise est CKRL, fondée en 1973 à l’Université Laval. L'année suivante, c'est au tour de la première radio communautaire interculturelle, Radio Centre-Ville (CINQ-FM, Montréal), à voir le jour. Toujours en 1974, Radio-Canada inaugure le FM stéréo culturel, sa deuxième chaîne sur le réseau français.
Dans les années 1970, parmi les autres stations fondées se trouvent : CFGL (Laval, 1970), CFED (Chapais, 1970), CKVT (Témiscamingue, 1970), CHOM (Montréal, 1972), CJAN (Asbestos, 1973), CKPM (Bagotville, 1975), CJLA (Lachute, 1975), CJVL (Sainte-Marie-de-Beauce, 1975), CHRM (Matane, 1975), CKMG (Maniwaki, 1975), CHOI (Québec, 1976), CIPC (Port-Cartier, 1976), CIEL (Longueuil, 1977), CIRB (Lac-Etchemin, 1977), CHOC (Jonquière, 1977), CFRP (Forestville, 1977), CJGR (Gaspé, 1978), CJLP (Disraéli, 1978), CFLP (Rimouski, 1978), CHLM (Rouyn-Noranda, 1979) et CJAB (Chicoutimi, 1979).

### Une radio en changement, 1980-1990
Dans les années 1980, les récepteurs FM sont présents dans les trois quarts des foyers québécois et dans la moitié des automobiles. Les auditeurs écoutent la radio en allant au travail ou l'utilisent au ciné-parc pour capter la trame sonore des films qui y sont diffusés. Radiomutuel compte 5 postes alors que Télémédia en détient 20. Les tribunes téléphoniques, les émissions de commentaires, la musique rock, les humoristes et les animateurs matinaux, tels que Gilles Proulx, sont très populaires. Le jeune groupe Rock et Belles Oreilles se fait connaître sur les ondes de CKOI en 1984. L’informateur le midi de Pierre Pascau à CKAC compte parmi les émissions les plus écoutées à l'époque. Des personnalités comme Daniel Lessard, Raymond Saint-Pierre, Paul Houde, Jean Cournoyer et Jean Lapierre y font leurs débuts.
Dans les années 1990, on assiste à la fermeture de plusieurs stations AM et à des changements majeurs dans le paysage radiophonique. La première station de l'histoire du Québec, CFCF, se retire des ondes en 1991. En 1994, un événement important a lieu dans le domaine radiophonique au Québec : Télémédia Communications et Radiomutuel fusionnent. Dans la foulée, 5 stations (CJMS, CJRP, CJTR, CJMT et CKCH) sont fermées. En ce qui concerne l'information, les radios essuient la concurrence des nouvelles chaînes d'information en continu qui apparaissent à la télévision (RDI et LCN).
En 1995, deux stations religieuses entrent en ondes : Radio Ville-Marie à Montréal et Radio-Galilée à Québec. L'année suivante, Jean-Pierre Coallier fonde une chaîne de musique classique : CJPX. En 1997, Genex Communications fait l'acquisition de CHOI-FM. La même année, Radio-Canada renomme son réseau Première Chaîne et convertit sa chaîne AM en FM (Chaîne culturelle, Espace musique puis ICI Musique). En 1999, Astral Média met la main sur Radiomutuel.
Durant cette période, une trentaine de stations FM font leur apparition, dont la radio communautaire CIBL (Montréal, 1982), CHIK (Québec, 1982), CKMF (Montréal, 1984), CFIX (Chicoutimi, 1987) et CFEL (Montmagny, 1987).

### Des animateurs et des animatrices à succès

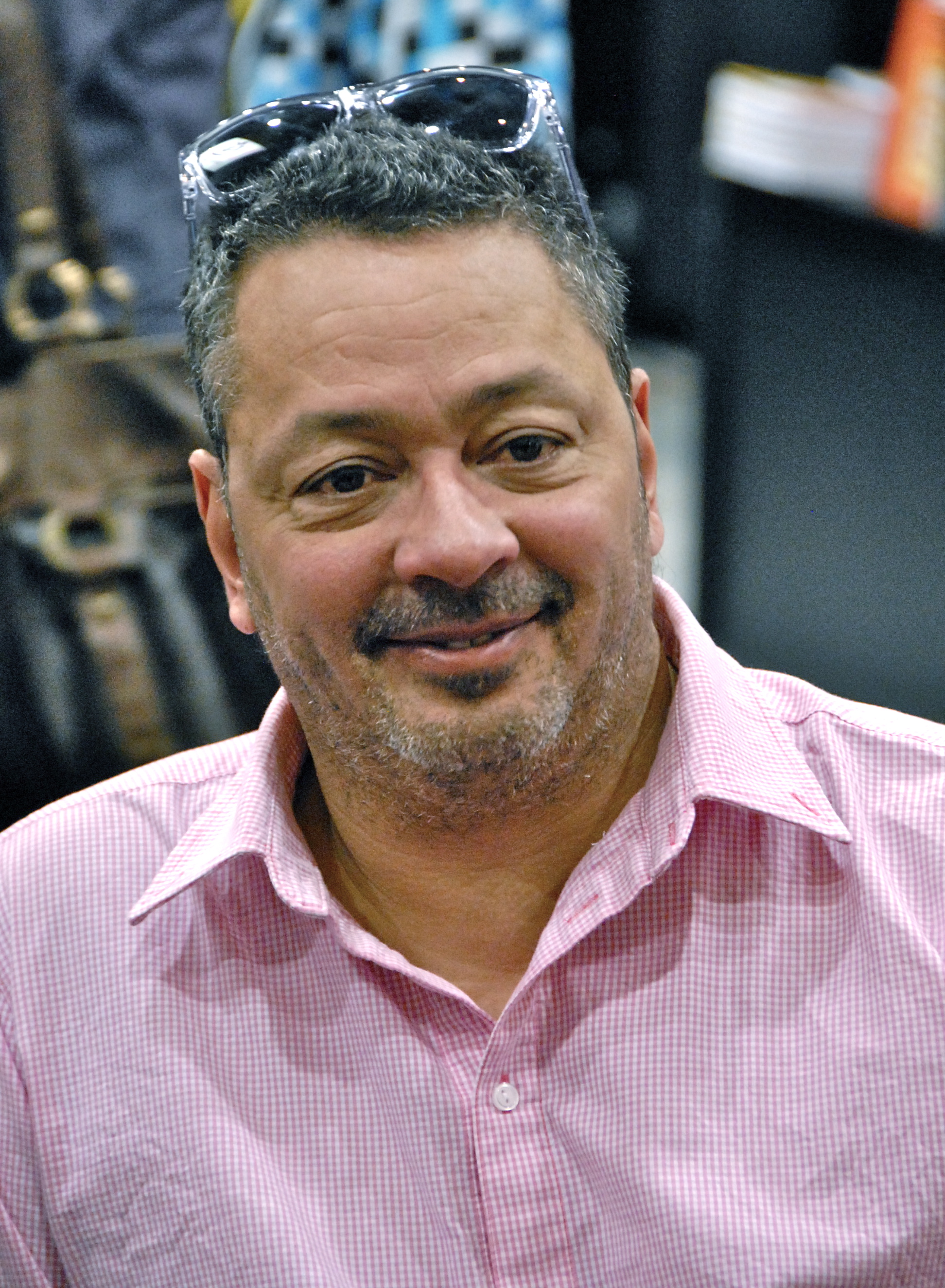
Normand Brathwaite anime la populaire émission Yé trop d'bonne heure.

Inspiré d'une formule américaine, Le Zoo (1985-1990) fait les belles heures du FM 93.3 le matin à Québec avec ses sketches humoristiques. On y retrouve les animateurs Gilles Parent, Pierre-Albert Tremblay, Alain Dumas et Michel Morin.
Dans le domaine sportif, le hockey s'écoute à Radio-Canada jusqu'au passage au FM tandis que le baseball est surtout suivi à CKAC. Ron Fournier anime plusieurs tribunes téléphoniques dans les émissions Bonsoir les sportifs et Parlons hockey à CKAC (1994-2011).
Chantal Jolis est une animatrice omniprésente à la radio pendant les années 1980. Elle se fait notamment entendre à  Bouchées doubles, à C'est du Jolis et à L'oreille musclée à la Première Chaîne. Yanick Villedieu vulgarise pour sa part la science à des Années lumière, et ce, de 1982 à 2017.
Yé trop d'bonne heure (CKOI-FM, 1990-2006) est une émission matinale très populaire qui fait de son animateur, Normand Brathwaite, le roi des ondes pendant plus de quinze ans. Dans cette émission, François Pérusse se fait connaître par ses Deux Minutes du peuple (1990-1996). Paul Arcand anime pendant ce temps Bonjour Montréal (1997-2003) à CKAC.
Dans les années 1990 à la Première Chaîne, Monique Giroux anime Les refrains d'abord dès 1993 puis Le Cabaret des Refrains à partir de 1998, alors que Catherine Pogonat fait connaître des chanteurs et des groupes émergents à Bande à part. Christiane Charette se démarque par ses entrevues avec des personnalités politiques ou culturelles à son émission Christiane Charette en direct (1995-2003) alors que Marie-France Bazzo tient la barre d'Indicatif présent (1995-2006). Macadam tribus (1997-2009), animé par Jacques Bertrand, fait connaître l'actualité culturelle sur une note originale, en mélangeant sérieux et humour. À partir de 1998, Joël Le Bigot anime Samedi et rien d'autre et ensuite Pourquoi pas le dimanche tandis que René Homier-Roy mène l'antenne à C'est bien meilleur le matin.

### Cent ans de radio au Québec, 2000-2024

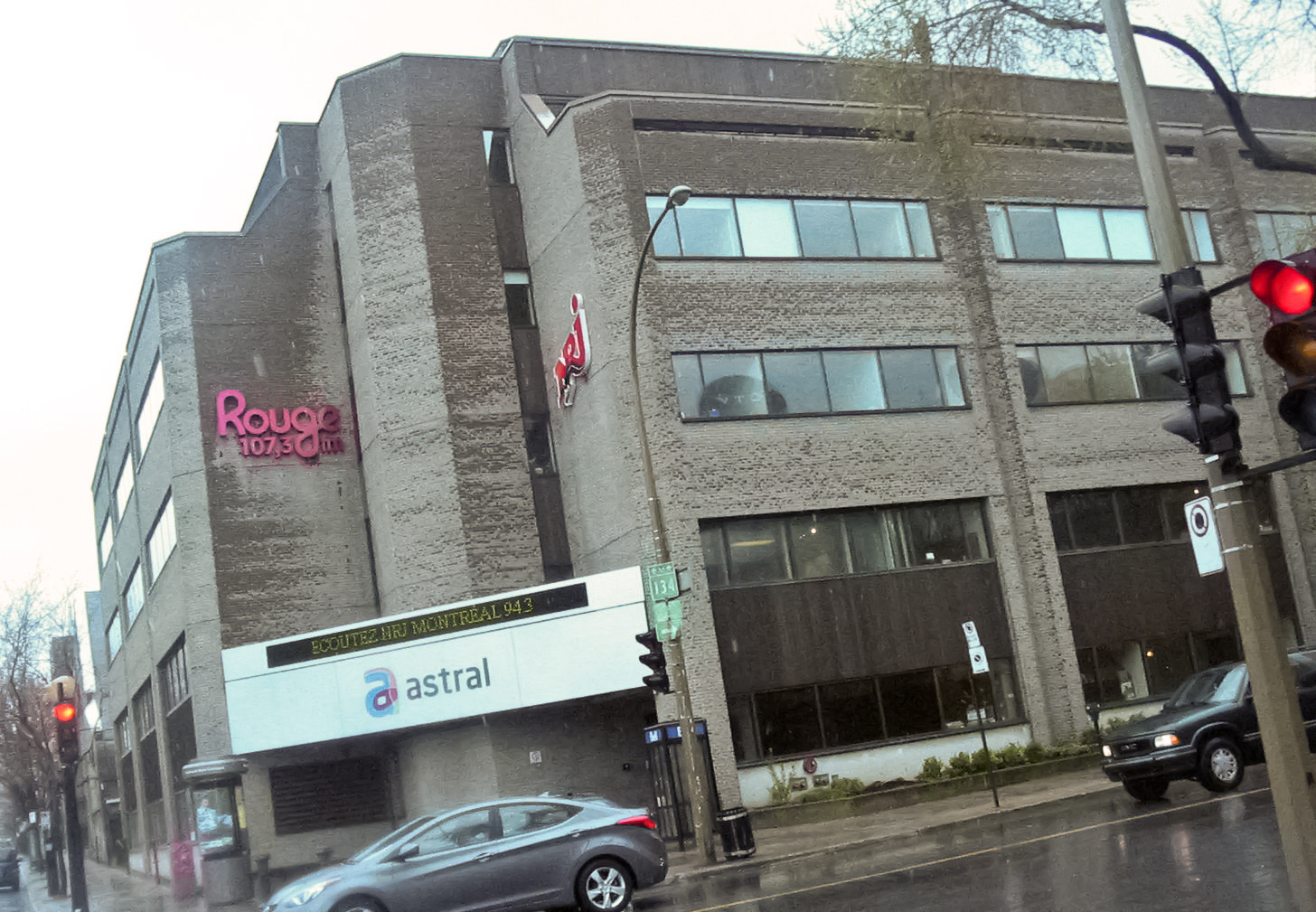
Les locaux de CKMF-FM (NRJ 94.3) et de CITE-FM (107,3 Rouge FM).

Au début des années 2000, la radio continue à s'adapter aux changements technologiques. Radio-Canada commence à offrir ses chaînes à l'écoute en direct ou en différé sur l'ordinateur et multiplie les baladodiffusions. De son côté, le Groupe TVA fait passer sa plateforme numérique QUB radio à la télévision en janvier 2024.
En 2010, Cogeco achète les stations Corus au Québec, dont CJMF. Rock Détente change de nom en 2011 pour celui de Rouge FM avant d'être acheté par Bell Média en 2012. Bell Média acquiert en outre les stations Énergie en 2013. Puis, c'est au tour d'Arsenal Media de faire l'acquisition de sept des 45 stations régionales qui ont été vendues par Bell Média. Avec ses 25 stations, Arsenal Media devient « le plus gros radiodiffuseur au Québec » en 2024.
Durant ces années, les stations commerciales (FM93, CKOI, Énergie ou Rouge FM) mises sur des animateurs et des animatrices vedettes afin de devenir numéro 1 des ondes. Enfin, plusieurs s'inquiètent de la faible part de la musique francophone présente sur les ondes des principales stations commerciales alors que le AM commence à éteindre ses antennes, notamment à Québec en 2012.

#### La saga CHOI
La radio d'opinion est très populaire au début des années 2000 à Québec. Ce type de radio, reconnu pour les propos crus de certains animateurs comme André Arthur, Sylvain Bouchard, Jean-François Fillion et Dominic Maurais, commence à être désigné par le terme de radio poubelle.
Durant cette période, Jeff Fillion anime une populaire émission du matin à CHOI-FM, Le monde parallèle de Jeff. Or, face aux nombreuses plaintes pour propos diffamatoires qui s'accumulent, le CRTC décide, le 13 juillet 2004, que CHOI-FM devra tout simplement quitter les ondes à la fin de l'été. Des milliers d'auditeurs de la station la plus populaire de la région de Québec décident de marcher pour la liberté d'expression à Québec le 22 juillet 2004 et à Ottawa le 10 août suivant.
Jeff Fillion démissionne finalement alors qu'il est en ondes le 17 mars 2005. CHOI Radio X sera quant à elle condamnée pour propos diffamatoires par un tribunal le 11 avril suivant. La station est vendue à Radio Nord en 2006.

#### Quelques émissions à Ici Radio-Canada Première

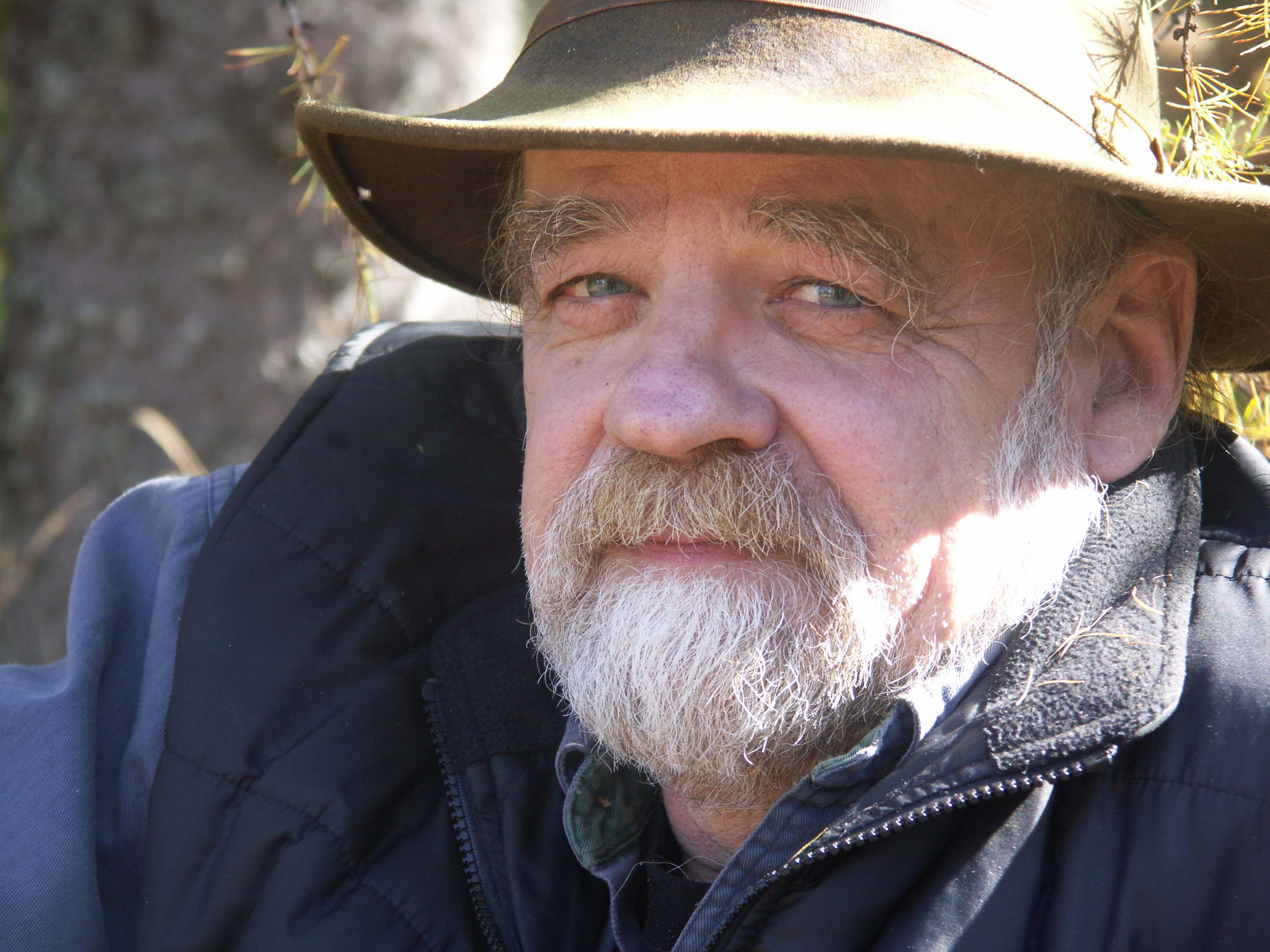
Serge Bouchard anime De remarquables oubliés sur les ondes de Radio-Canada.

Après son émission Le Lieu commun avec Bernard Arcand dans les années 1990, Serge Bouchard marque les ondes avec De remarquables oubliés. À partir de 2005, il fait connaître des dizaines de personnages de la Nouvelle-France à ses auditeurs et auditrices, dont Donnacona, Pierre-Esprit Radisson, Sacagawea, Jean-Baptiste Trudeau et Marie-Joseph Angélique.
De son côté, René Homier-Roy aborde l'actualité culturelle avec plusieurs chroniqueurs à Culture club tous les samedis.
Après le populaire Sportnographe (2009-2012), Jean-Philippe Wauthier, Frédéric Savard (jusqu'en 2018), Olivier Niquet et Jean-Sébastien Girard traitent de l'actualité avec beaucoup d'humour dans La soirée est (encore) jeune (2012-2022), une émission enregistrée devant public.

La Soirée est (encore) jeune est diffusée devant public.

De 2005 à 2022, Claude Bernatchez anime Première heure tous les matins de semaine à CBVT Radio-Canada à Québec. Il prend sa retraite en 2022. C'est aussi le cas de Joël Le Bigot, qui quitte les ondes la même année après une carrière de plus de cinquante ans.
Michel Désautels anime pour sa part, à partir de 2003, la quotidienne Désautels. Puis, en 2013, il commence l'animation de Désautels le dimanche. Le 18 juin 2023, Michel Désautels anime sa dernière émission et prend lui aussi sa retraite après une carrière de plus de cinq décennies.

##### Le retour des radiothéâtres
En 2020, au début de la pandémie de COVID-19, de nombreuses pièces de théâtre sont annulées. Certains se tournent vers la radio et décident d'adapter leur pièce en radiothéâtre. La Première Chaîne diffuse ainsi Mademoiselle Julie d'August Strindberg, qui était initialement prévue au Rideau Vert. Quelques semaines plus tard, c'est le texte de Michel Tremblay, Encore une fois, si vous permettez, qui est joué à la radio. En 2021, la chaîne présente Les reines de Normand Chaurette afin de souligner le 70e anniversaire du TNM et le 85e de Radio-Canada.